# Futebol do Brasil

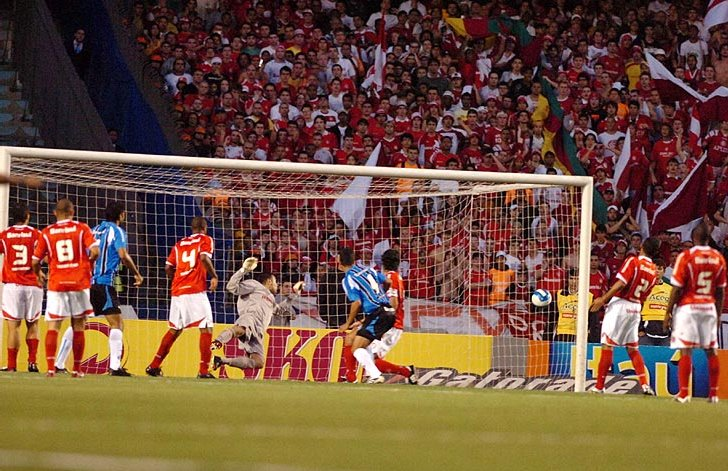
Grenal, pelo Campeonato Brasileiro de 2007 no Olímpico.

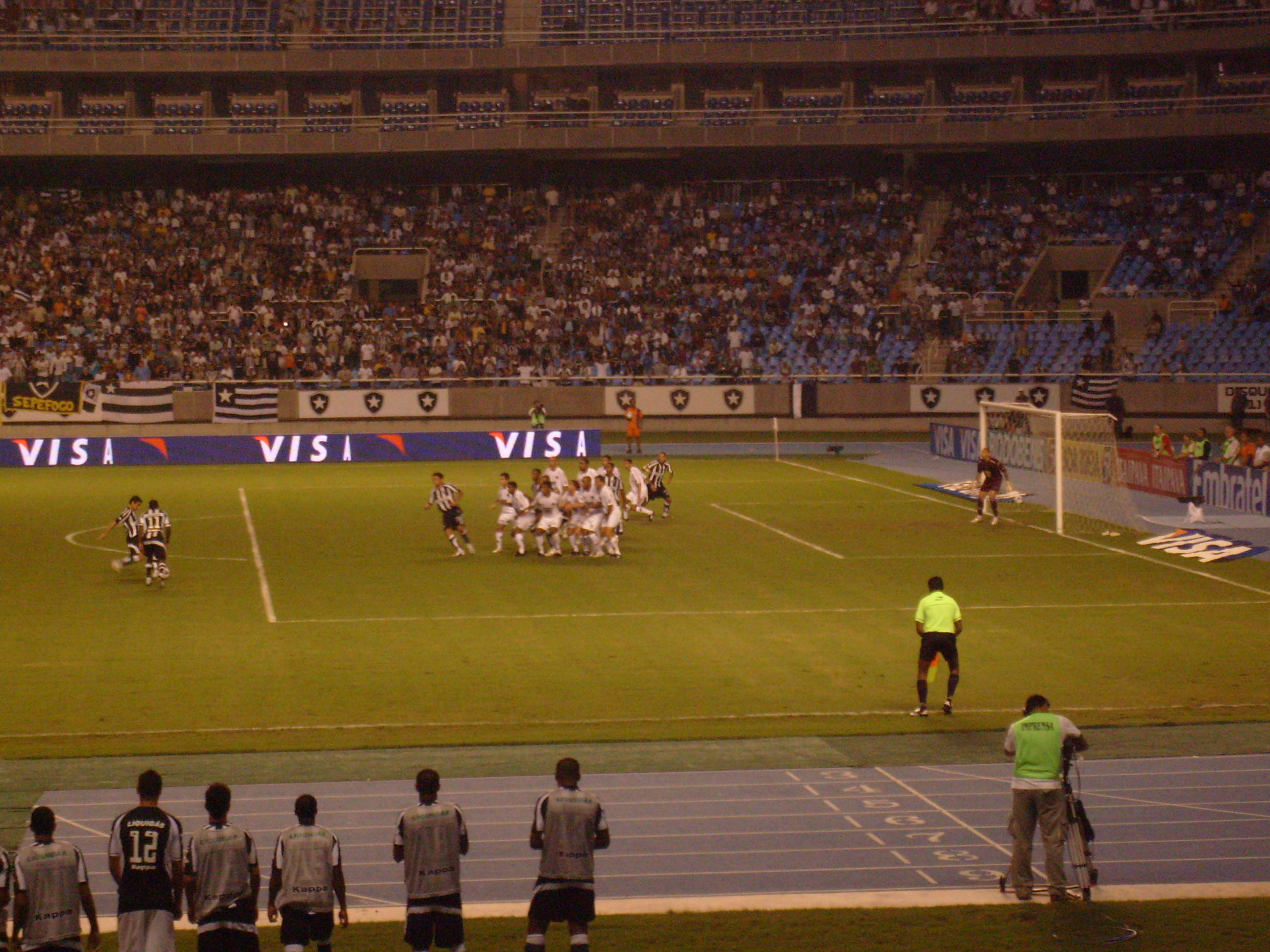
Botafogo e Atlético Mineiro duelam pela Copa do Brasil de 2008.

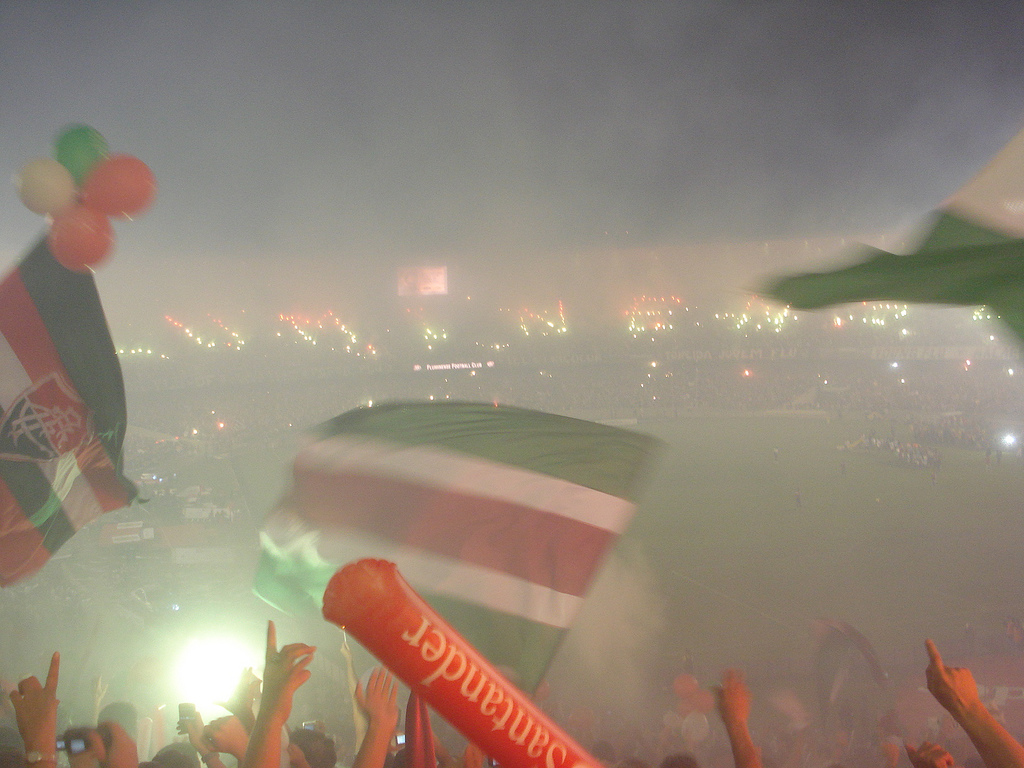
Torcida do Fluminense na final da Copa Libertadores de 2008.

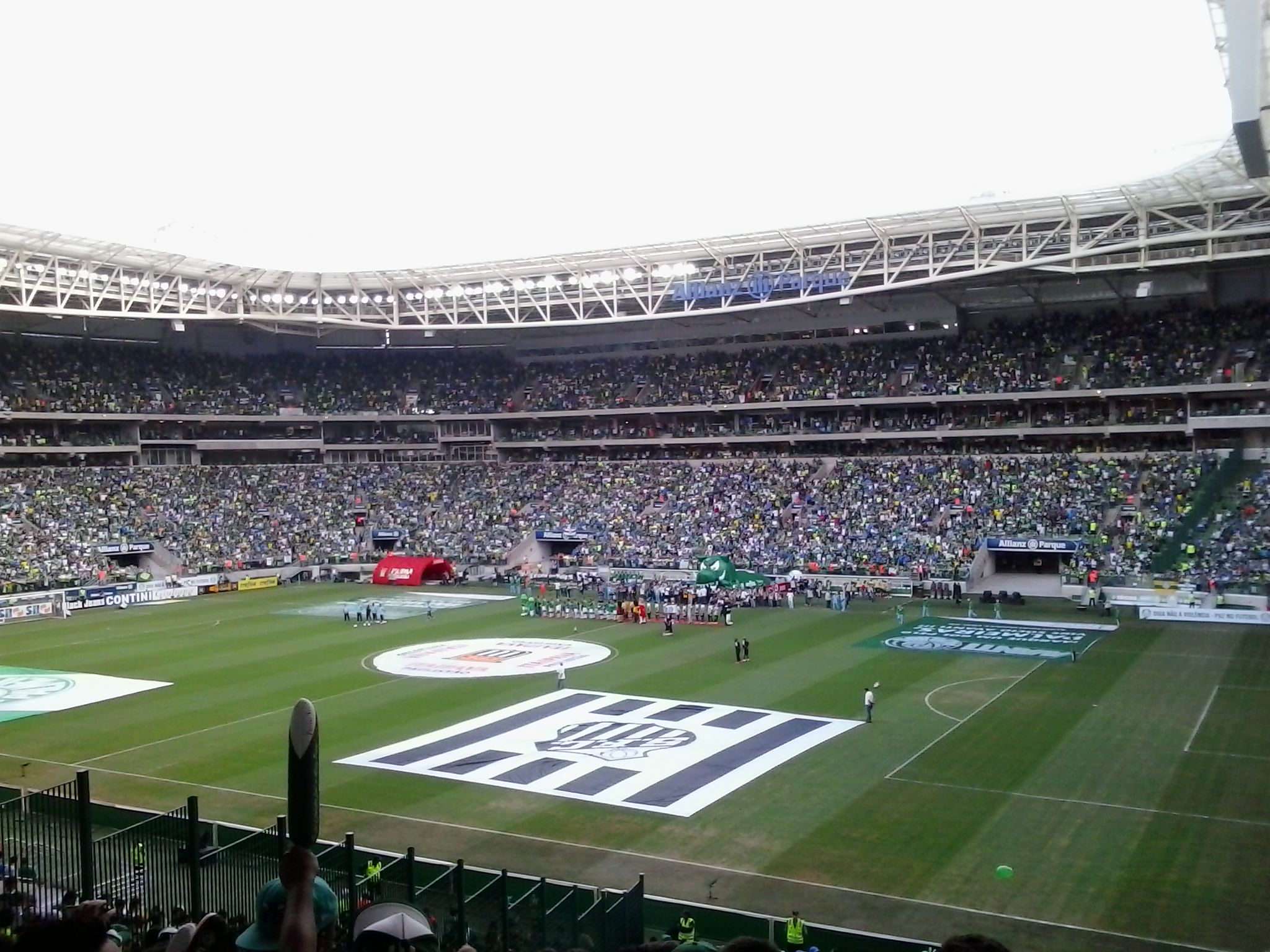
Palmeiras e Santos na final do Campeonato Paulista de 2015.

Os registros mais antigos sobre o Futebol praticado no Brasil datam de 1875, em Curitiba. Porém, ele se popularizou após ser introduzido à burguesia paulistana por Charles Miller, um jovem brasileiro que, em 1894, após viagem pela Inglaterra, trouxe consigo duas bolas de futebol e passou a tentar converter a comunidade de expatriados britânicos da cidade de São Paulo de jogadores de críquete para futebolistas, criando um clube de futebol no Brasil. O futebol se tornou rapidamente uma grande paixão para os brasileiros, quase uma religião, que frequentemente referem-se ao país como "a pátria de chuteiras" ou o "país do futebol", muito por conta das conquistas internacionais da Seleção Brasileira, que é a seleção mais vitoriosa do futebol mundial.
Segundo pesquisa feita pela Fundação Getúlio Vargas em 2008, o futebol movimentava R$ 16 bilhões por ano, tendo trinta milhões de praticantes (aproximadamente 16% da população total), 1276 clubes profissionais, 13 mil times amadores e 11 mil atletas federados. Em 2018, um estudo realizado pelo Centro Internacional de Estudos Esportivos (CIES Football Observatory) revelou que o Brasil era o maior exportador de futebolistas no mundo, com mais de 1 200 brasileiros jogando fora de seu país de origem.
O maior campeão brasileiro é o Palmeiras, com doze títulos, seguido de Santos com oito, Corinthians e Flamengo com sete, São Paulo com seis. Completam a lista dos campeões, Cruzeiro, Fluminense e Vasco da Gama com quatro cada, Internacional, Atlético Mineiro e Botafogo com três cada, Bahia e Grêmio com dois, Atlético Paranaense, Coritiba, Guarani e Sport, com um título cada, um total de dezessete clubes.
Doze clubes brasileiros já conquistaram a Copa Libertadores da América, a principal competição continental: Atlético Mineiro, Botafogo, Corinthians, Cruzeiro, Flamengo, Fluminense, Grêmio, Internacional, Palmeiras, Santos, São Paulo e Vasco, sendo esse o recorde de número de clubes campeões por país, desses, dez foram finalistas do Campeonato Mundial de Clubes da FIFA ou de alguma competição intercontinental anterior reconhecida cono tal por ela.
Os únicos clubes brasileiros a liderarem o Ranking Mundial de Clubes da IFFHS foram o Palmeiras que liderou por 4 vezes durante o ano de 1999 e liderou no ano de 2021, o Fluminense, que liderou essa lista em junho de 2012 e o Flamengo, que liderou essa lista entre o final de 2022 e início de 2023.
Desde 1976, celebra-se, no dia 19 de julho, o Dia Nacional do Futebol. Esta data foi escolhida pela Confederação Brasileira de Desportos (CBD) em homenagem ao clube de futebol mais antigo do país em atividade, o Sport Club Rio Grande, fundado no dia 19 de julho de 1900.

## História

### Início

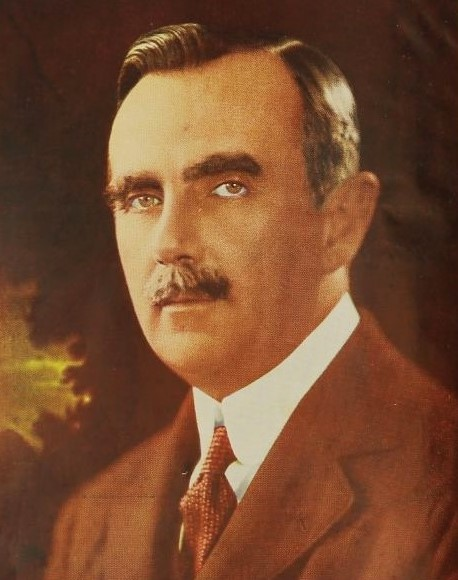
Retrato de Charles Miller na década de 1940.

A primeira bola de futebol do Brasil teria sido trazida em 1885 pelo paulista Charles Miller. Há relatos, porém, que dão conta que o futebol no Brasil já se praticava antes disso: os registros mais antigos de peladas jogadas por aqui datam de 1875, em Curitiba. Três anos depois, houve também um rachão entre marinheiros ingleses que desembarcaram no Rio, com a princesa Isabel na plateia.
Se em São Paulo foi Charles Miller, fundador do São Paulo Athletic Club, o responsável por alavancar a popularidade do futebol, já no Rio, quem trouxe as primeiras bolas e organizou o esporte foi Oscar Cox, fundador do Fluminense Football Club.
A aristocracia dominava ligas de futebol, enquanto o esporte começava a ganhar as várzeas. Segundo a versão popular, em jogo contra o seu ex-clube, o America, o mulato Carlos Alberto no Campeonato Carioca de 1914, tinha por costume cobrir-se com pó de arroz após fazer a barba, o que era comum na época, mas o suor que cobria a maquiagem de pó-de-arroz foi desfeito. A torcida do America sentida, já que o conhecia, pois ele tinha sido um dos jogadores que saíram do clube na cisão interna de 1914, tendo sido campeão carioca em 1913, começou a persegui-lo e a gritar "pó de arroz", apelido que foi absorvido pela torcida do Fluminense, que passou a jogar pó de arroz e talco à entrada de seu time em campo.
Segundo narra o livro "O America na história da cidade": "O apelido tinha endereço certo, pois Carlos Alberto,  costumava empoar-se após se barbear. Enquanto estava em Campos Sales, tudo isso era considerado muito normal, mas... naquele dia, em represália, fora desfeiteado daquele modo".

## Estilo de jogo

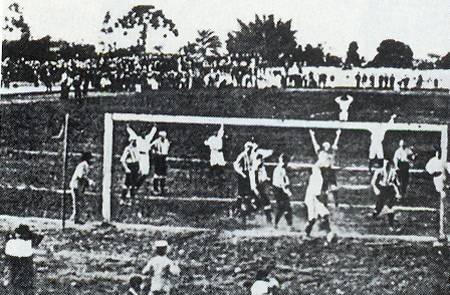
São Paulo Athletic Club e Club Athletico Paulistano na final do Campeonato Paulista de 1902 (2x1), primeiro estadual jogado no Brasil.

A chamada "escola brasileira de futebol" é conhecida pela criatividade, fluidez e estilo ofensivo de jogo. Por exemplo, driblar é uma parte essencial do seu estilo.
A grande habilidade com os pés pode ser devido à miscigenação e ao ritmo associados à capoeira e ao samba, caracterizados pelos movimentos dos pés para dançar ou para brincar com o ritmo dos tambores africanos. Acredita-se que este estilo tenha sido desenvolvido em bairros pobres habitados por pessoas de ascendência africana.
Depois do tricampeonato na Copa de 1970, o futebol brasileiro viveu um jejum de títulos em Copas do Mundo, que só acabaria em 1994. Neste meio tempo, mesmo jogando um futebol vistoso que encantou o mundo (a exemplo da Seleção da Copa de 1982), a Seleção passou a priorizar o futebol de resultado. Assim, desde meados da década de 1990, o futebol brasileiro começou a perder suas características. Para Tostão o futebol brasileiro ficou desatualizado: "O exemplo mais clássico disso é que nos últimos 20 anos o Brasil não teve um único grande jogador de meio-campo. E isso aconteceu porque houve uma divisão no meio-campo entre os volantes, que jogam marcando mais atrás, e dois meias, que jogam lá na frente, perto da área adversária. O jogo perdeu troca de passes nesse meio. Os espanhóis e os alemães fazem isso muito bem. Isso era o que o Brasil tinha de melhor na minha época e desapareceu. Tivemos Gérson, Rivellino, Clodoaldo, depois Falcão, Cerezo. É o que fazem Iniesta, Rakitic, Modric e Kroos, por exemplo, e fizeram Xavi e Schweinsteiger. Essa característica que os europeus mais incentivaram, os brasileiros desvalorizaram. Criamos muitos dribladores de área. Esse é apenas um exemplo de como o futebol brasileiro foi por um caminho errado".
O grande êxodo dos jogadores nos últimos anos para as competições europeias gerou um grande debate no país, especialmente sobre as consequências que isso geraria no estilo do futebol brasileiro, já que poderia "europeizar" a maneira de os jogadores atuarem.

## Seleção Brasileira

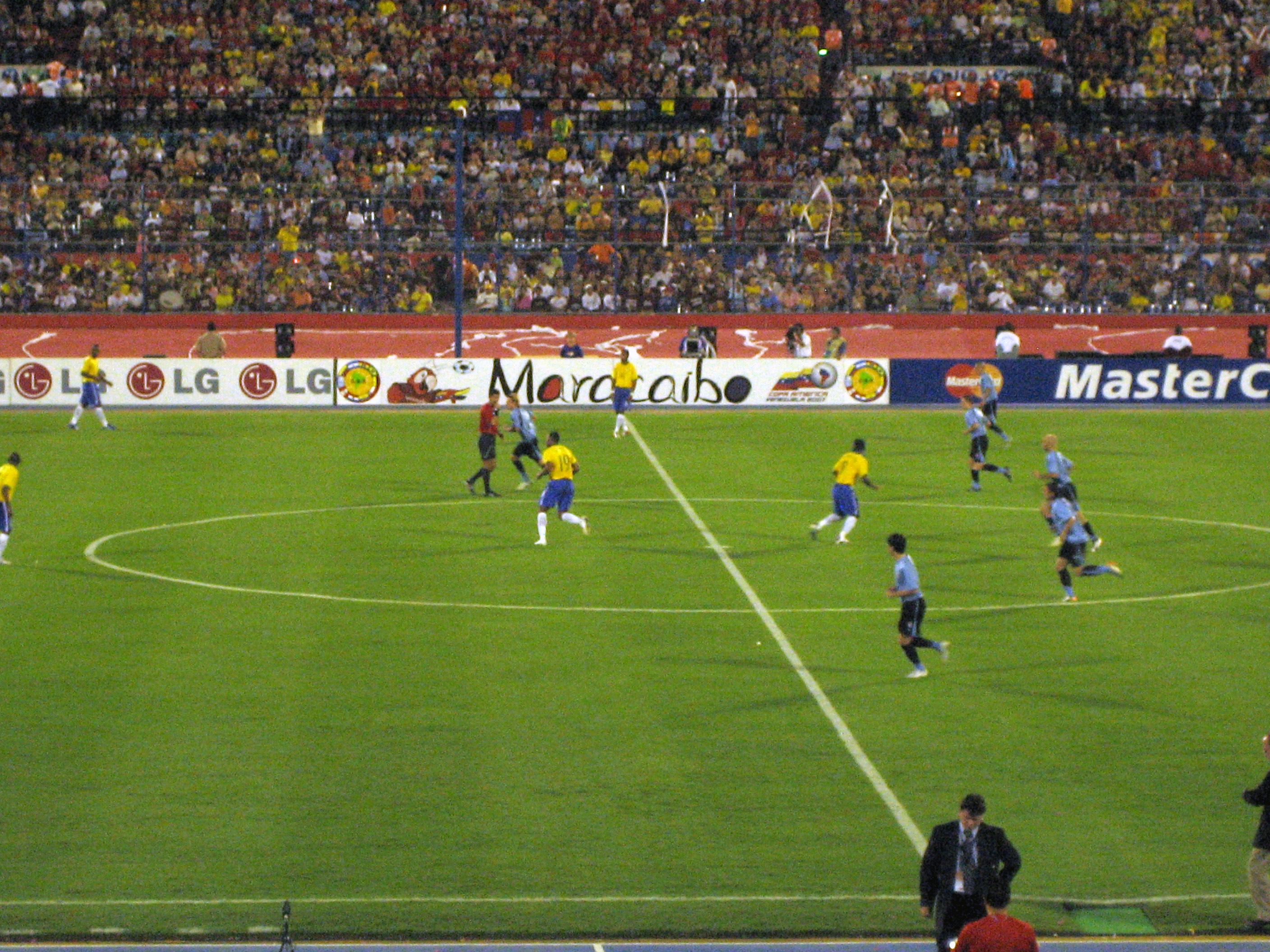
Seleção Brasileira contra a Seleção Uruguaia.

A Seleção Brasileira de Futebol é uma das principais seleções nacionais de futebol do mundo. Maior vencedora da Copa do Mundo FIFA, com cinco títulos, o Brasil é conhecido por sua camisa nas cores amarela e verde, com shorts azuis e meias brancas, as quatro cores da bandeira nacional. Pelo fato da camisa ser predominantemente amarela, a Seleção Brasileira também é tratada como seleção canarinho.
Fundada no dia 21 de julho de 1914, data do 12º aniversário do Fluminense Football Club, a Seleção realizou seu primeiro jogo no Estádio de Laranjeiras, contra a equipe inglesa do Exeter City. A Seleção Brasileira é amplamente considerada a mais relevante equipe do futebol mundial.
A equipe nacional do Brasil também conquistou a Copa América em oito ocasiões, a Copa das Confederações em quatro, e em 2016 e 2020 conquistou a medalha de ouro, concedida aos campeões do futebol nos Jogos Olímpicos, na edição dos jogos realizados no Rio de Janeiro, tendo conquistado três medalhas de prata por vice-campeonatos e duas de bronze por terceiros lugares.
Em Copas do Mundo, o Botafogo é o clube com o maior número de convocações, quarenta e seis até 2006. Já o Santos é o clube que teve o maior número de jogadores campeões do mundo pelo Brasil enquanto defendiam o clube, com onze.
Os maiores rivais da Seleção do Brasil são as seleções da Argentina e do Uruguai no continente americano. Além destes, são adversários tradicionais as europeias, Inglaterra, Itália, França, Alemanha, Espanha e Holanda, em função dos confrontos realizados, principalmente em copas do mundo.

## Entidades

### CBF

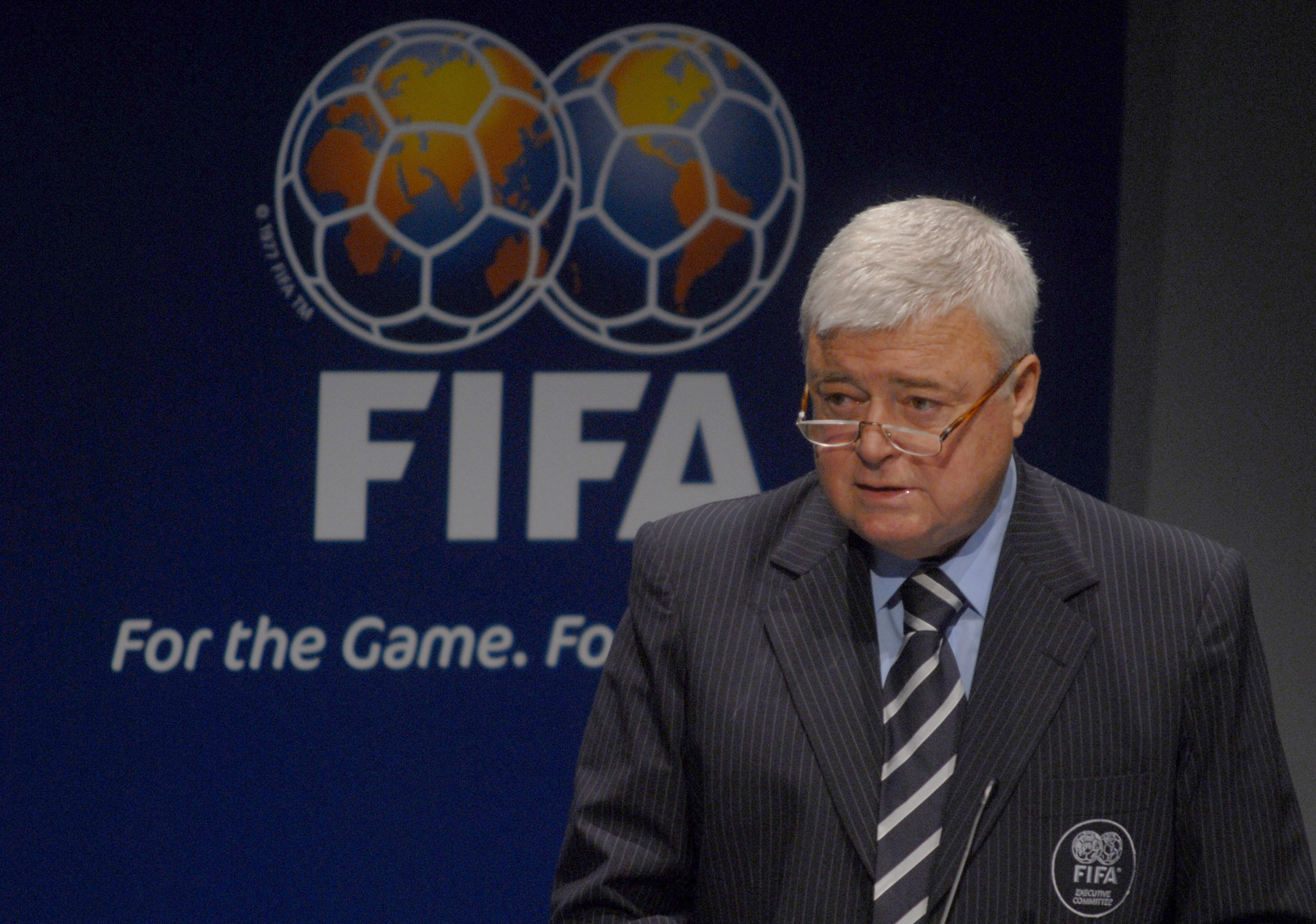
Ricardo Teixeira, ex-presidente da CBF.

A Confederação Brasileira de Futebol é a entidade máxima do esporte no país. Organiza todos os campeonatos em território nacional e representa o Brasil nas competições internacionais entre países com a Seleção Brasileira. Fica sediada na cidade do Rio de Janeiro e tem como atual presidente Marco Polo Del Nero.

### Federações estaduais
As Federações estaduais são as responsáveis por regular o futebol em cada Estado que lhe têm circunscrição. São órgãos inferiores e ligados à CBF, tendo autonomia própria para organizar campeonatos, eleger presidente, assinar contratos e reconhecer clubes e associações ligadas ao esporte.

### Clube dos 13
O Clube dos 13 foi a associação criada em 1987 com o objetivo de organizar a primeira divisão do Campeonato Brasileiro de Futebol. Seria o órgão responsável por idealizar uma liga de clubes em seu ano de fundação, porém, a entidade só conseguiu organizar a edição de 2000 sem a presença da CBF, devido a problemas com a confederação na organização do campeonato, gerando assim a controversa Copa União e a Copa João Havelange para cada ano respectivamente. Na prática, o Clube dos 13 foi o elo entre clubes e CBF e entre clubes e contratos de transmissão pela TV.
O Clube dos 13 porém, se desfez em 2011.

### FBA

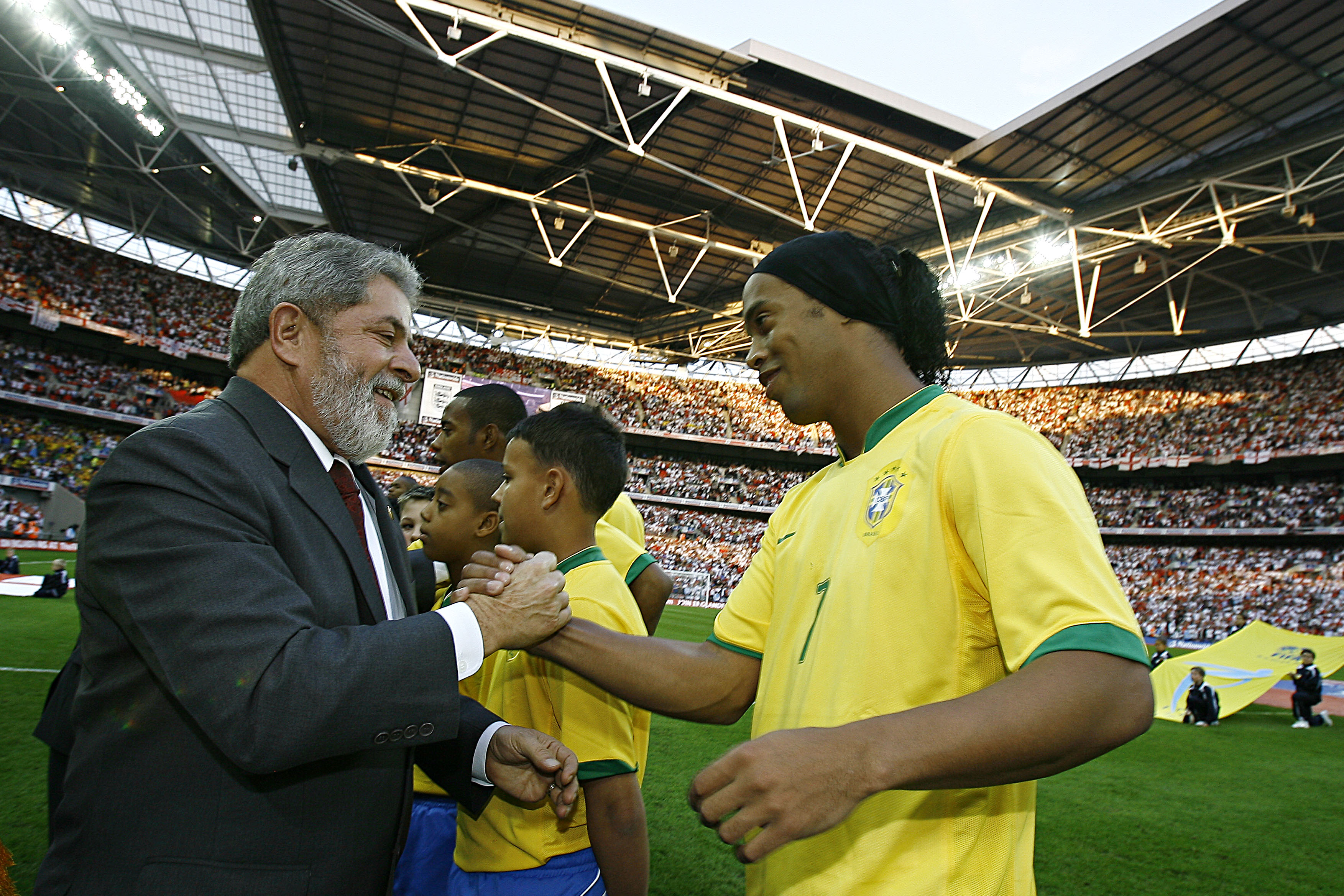
Ronaldinho Gaúcho, eleito o melhor jogador do mundo pela FIFA duas vezes.

A FBA, sigla para Futebol Brasil Associados, foi uma entidade responsável pela organização do Campeonato Brasileiro de Futebol - Série B, a segunda principal divisão de clubes no torneio nacional.

### Justiça desportiva
O Superior Tribunal de Justiça Desportiva é órgão jurídico no âmbito desportivo no Brasil. Ele é responsável por julgar os casos envolvendo clubes e atletas. É comum sua participação no cotidiano do futebol brasileiro a partir de julgamentos de casos de suspensão por cartões vermelhos e amarelos, casos de agressão ou mesmo de doping. Seu órgão inferior é o Tribunal de Justiça Desportiva (TJD), que atua a nível estadual.

### Principais clubes

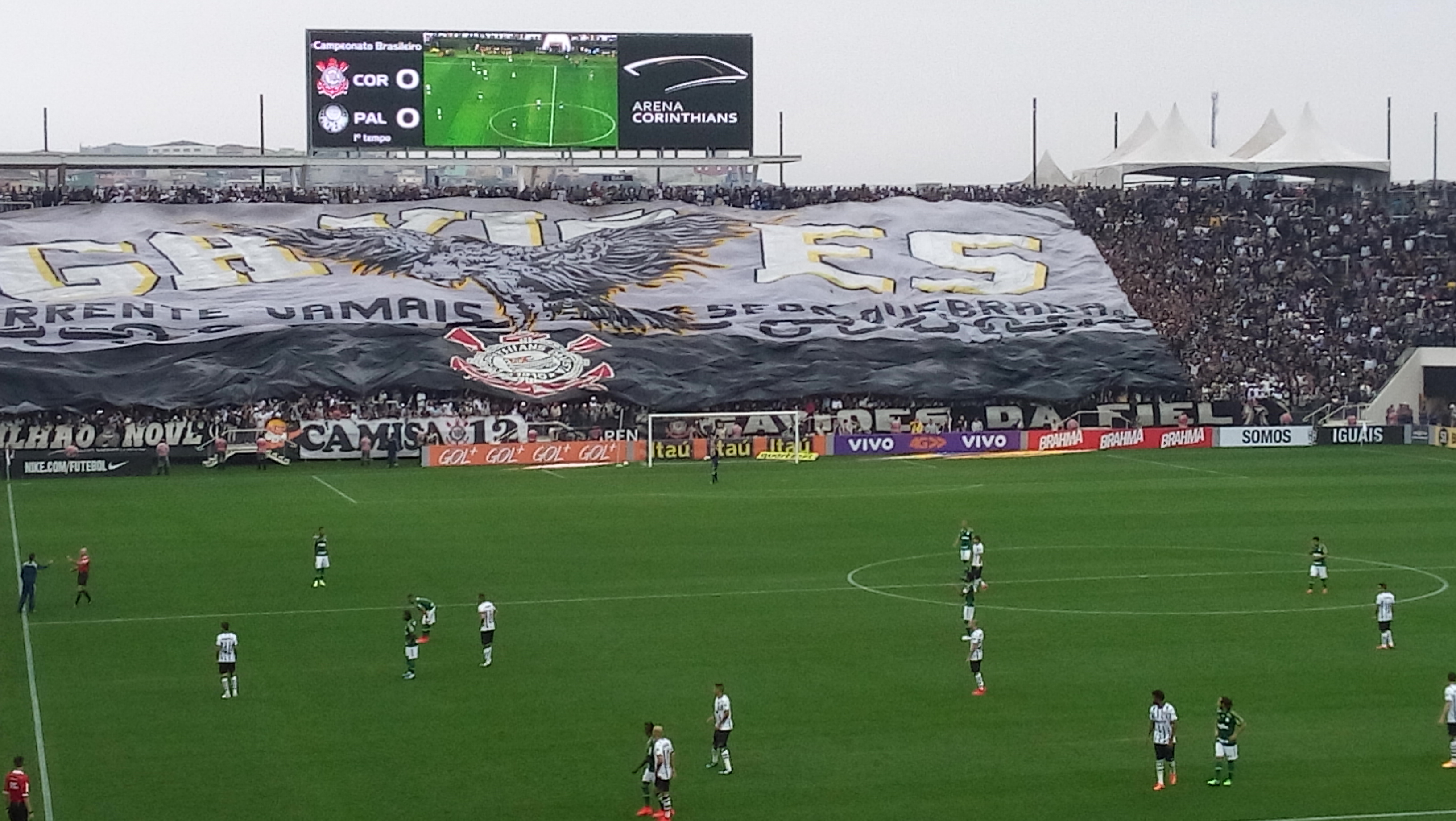
Derby Paulista na Arena Corinthians, em 2015.

No Brasil, historicamente 12 clubes são considerados "grandes", embora alguns outros sejam apontados também como grandes clubes ocasionalmente, notadamente em seus estados de origem, entre eles o Bahia, um dos fundadores do Clube dos Treze, presente em várias listas e rankings de grandes clubes. Os apontados nas listas com 12 clubes, são: Atlético-MG, Botafogo, Corinthians, Cruzeiro, Flamengo, Fluminense, Grêmio, Internacional, Palmeiras, Santos, São Paulo e Vasco. Além desses treze citados, são clubes campeões brasileiros o Athletico Paranense, Coritiba, Guarani e Sport, um total de 17 clubes campeões do Campeonato Brasileiro, com o Athletico tendo tido um enorme crescimento patrimonial e de rendimento no Século XXI, passando a ser considerando, portanto, como um dos grandes do futebol brasileiro por boa parte da imprensa nacional.

## Calendário e competições

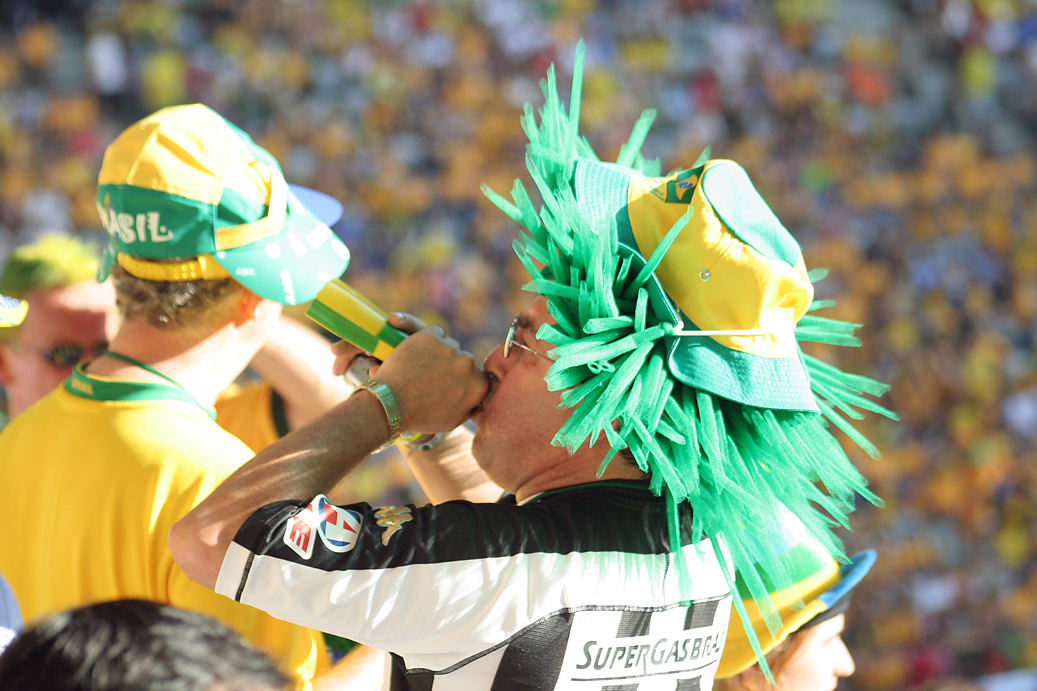
Torcedor brasileiro.

Motivo de grande controvérsia no Brasil, o calendário de futebol ao longo dos tempos foi alvo de críticas por parte de torcedores, jornalistas especializados e mesmo dirigentes de clubes. Com a aprovação do "Estatuto do Torcedor" pelo Congresso Nacional, as mudanças começaram a transformar o calendário nacional. Segundo a CBF, a intenção é tornar o calendário brasileiro compatível com os dos países da Europa, para compatibilizar os interesses das organizações de futebol nacionais e internacionais.
A temporada brasileira, tradicionalmente, é iniciada em janeiro. Hoje, a primeira competição a ser disputada pelos elencos profissionais são os campeonatos estaduais. Anteriormente, entre meados da década de 1990 até 2002, as competições regionais, como o Torneio Rio-São Paulo, a Copa Sul-Minas e a Copa Nordeste por exemplo, eram realizadas no começo do ano. Envolviam equipes de diferentes estados. Contudo, foram extintas, já que sobrecarregavam os grandes times no primeiro semestre. A Copa do Brasil, disputada na primeira metade do ano, cresceu e ganhou importância. Esta é a única competição nacional que envolve clubes de todos os estados do Brasil, classificados a partir de torneios estaduais do ano anterior. Por decisão da CBF, a Copa do Brasil passou a contar também com a participação das equipes classificadas para a Libertadores da América, também disputada no primeiro semestre de cada ano.

Time do Bahia primeiro campeão brasileiro, em 1959.

O Campeonato Brasileiro de Futebol, também conhecido por Brasileirão popularmente, é realizado entre maio e dezembro normalmente, desde 2003. Por começar antes do meio de cada ano, o campeonato sofre com a abertura do mercado exterior entre julho e agosto, fazendo com que muitos jogadores transfiram-se para outros países. Além disso, seu início dá-se durante a fase decisiva da Copa Libertadores e sua finalização é concorrente à Copa Sul-Americana.
No total, um clube brasileiro pode acabar disputando por volta de 80 partidas ao longo do ano, perfazendo a média de um jogo a cada 4,5 dias. Os jogos de primeira divisão no país costumam acontecer em rodadas de quarta e quinta-feira, à noite, e sábado e domingo, à tarde.
No passado, os campeonatos estaduais e o nacional, desde que fora criado, dividiam o calendário do futebol brasileiro. Uma competição para cada semestre. Além disso, paralelamente aos estaduais, ocorriam competições municipais, regionais e, em alguns locais, o Torneio Início, que tinha todas suas partidas em apenas um dia.

### Calendário gráfico de 2017
| Jan                   | Fev                | Mar | Abr | Mai                   | Jun | Jul | Ago | Set | Out | Nov | Dez |
| --------------------- | ------------------ | --- | --- | --------------------- | --- | --- | --- | --- | --- | --- | --- |
| Estaduais e Regionais |                    |     |     |                       |     |     |     |     |     |     |     |
|                       |                    |     |     | Campeonato Brasileiro |     |     |     |     |     |     |     |
|                       | Copa do Brasil     |     |     |                       |     |     |     |     |     |     |     |
|                       | Copa Libertadores  |     |     |                       |     |     |     |     |     |     |     |
|                       | Copa Sul-Americana |     |     |                       |     |     |     |     |     |     |     |

### Campeonatos estaduais

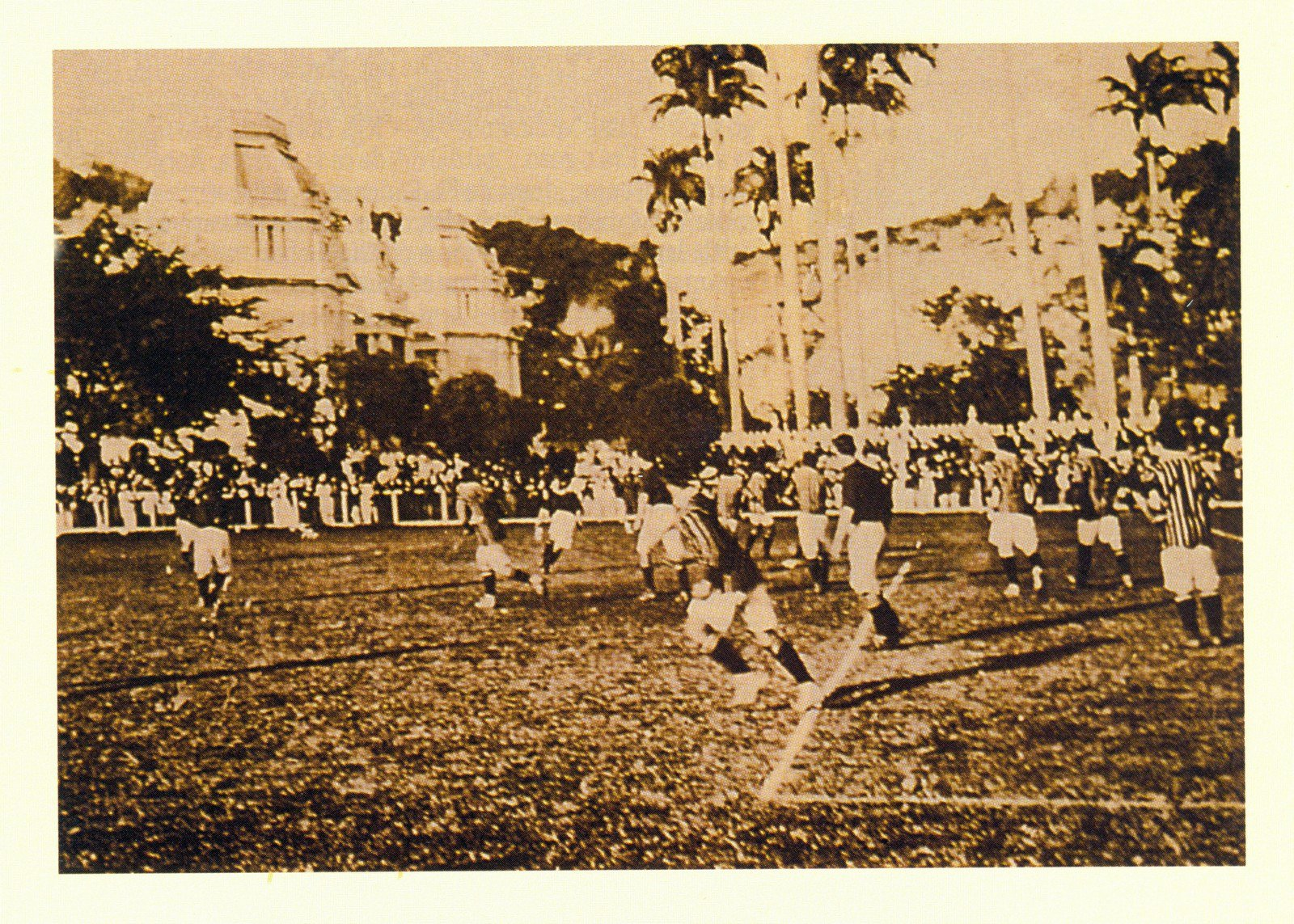
Primeiro FlaxFlu, disputado em 1912, no Campo da Rua Guanabara, futuro Estádio de Laranjeiras.

Organizados pelas federações estaduais, é uma disputa entre os clubes de cada unidade da federação, muito tradicional em determinados estados. A fórmula de disputa é diferente para cada Estado, variando conforme a tradição, cultura, mercado e vontade dos dirigentes locais. Alguns Estados criam fórmulas complexas, com diversas finais, turnos e repescagens ao longo do torneio, enquanto outros, como o Rio de Janeiro, mantém a mesma fórmula há várias décadas. Desde a instituição da Copa do Brasil, os campeões estaduais de federações menores têm a oportunidade de obter algum tipo de projeção nacional.
Sua existência é um aspecto único ao futebol brasileiro. Por causa do desenvolvimento do esporte em tempos remotos, o tamanho do país e a falta de um transporte rápido, tornou-se inviável a criação de uma competição de nível nacional, fazendo com que os primeiros torneios fossem estaduais ou interestaduais, como o Torneio Rio-São Paulo. Mesmo hoje, apesar da existência de um campeonato nacional, os campeonatos estaduais continuam a ser disputados intensamente e as rivalidades dentro de cada estado mantém-se muito forte. Em alguns Estados, a competição ganha o apelido por seu aumentativo, casos do Paulistão e Gauchão por exemplo.
Os campeões estaduais e vice-campeões, e em alguns estados, os mais bem colocados na tabela do campeonato estadual, estão automaticamente qualificados para jogar na Copa do Brasil do ano seguinte. Além disso, os clubes mais bem posicionados de cada estado que não competem no Campeonato Brasileiro Série A, Série B ou Série C se qualificam para a Série D do mesmo ano. As melhores equipes em cada liga estadual também se qualificam para copas regionais como a Copa do Nordeste e a Copa Verde. Em resumo é pelos estaduais que os clubes garantem suas classificações para a quarta divisão do campeonato nacional, para a copa nacional e para as copas regionais, sendo que para aqueles que já estão classificados nas terceira, segunda e primeira divisões do campeonato nacional os estaduais também funcionariam (de forma não-oficial) como uma espécie de pré-temporada para as competições nacionais.

### Copas estaduais

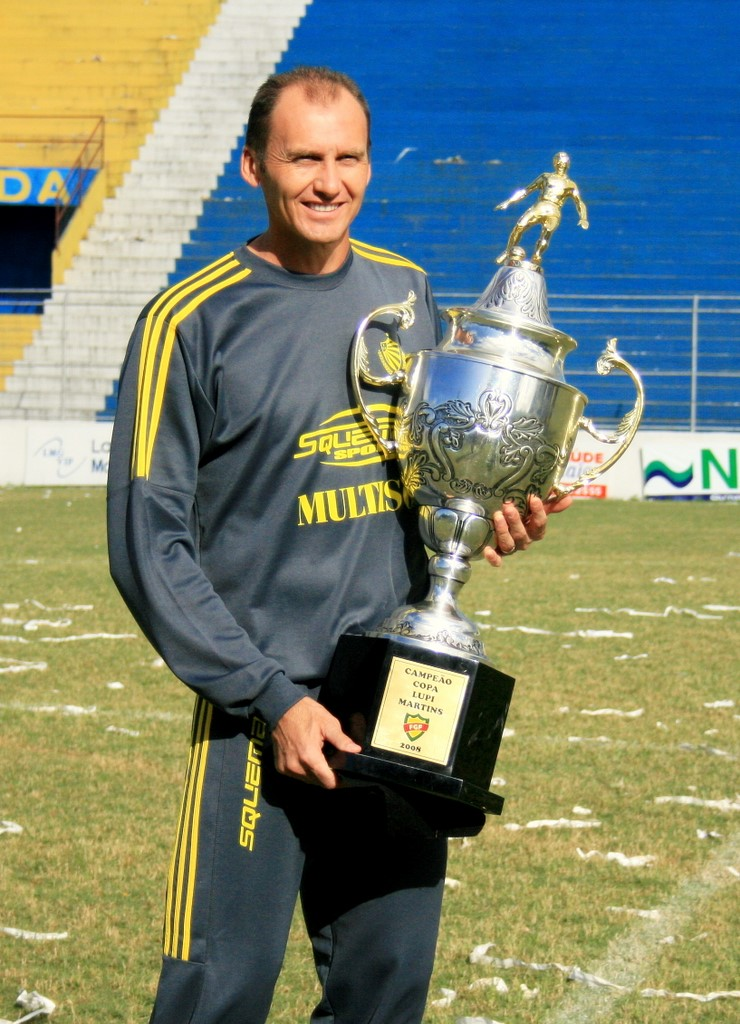
Gilmar Dal Pozzo campeão da Copa FGF de 2008.

Durante o Campeonato Brasileiro os times que não se encontram em nenhuma das 4 divisões disputam as Copa Estaduais. Os clubes se mantém em atividade e ainda se preparam para os campeonatos estaduais do ano seguinte. Alguns clubes da elite ou das séries abaixo uma vez ou outra, também utilizam a competição para dar ritmo a seus jogadores que ainda não tiveram chance ou jovens promessas.
Esses campeonatos mantém os times em disputa boa parte do ano e é atrativa pelas reais chances de título aqueles que não estão no campeonato nacional. Os campeões e vice recebem vaga na Copa do Brasil ou na Série D, dependendo do critério de cada federação.

### Campeonato Brasileiro

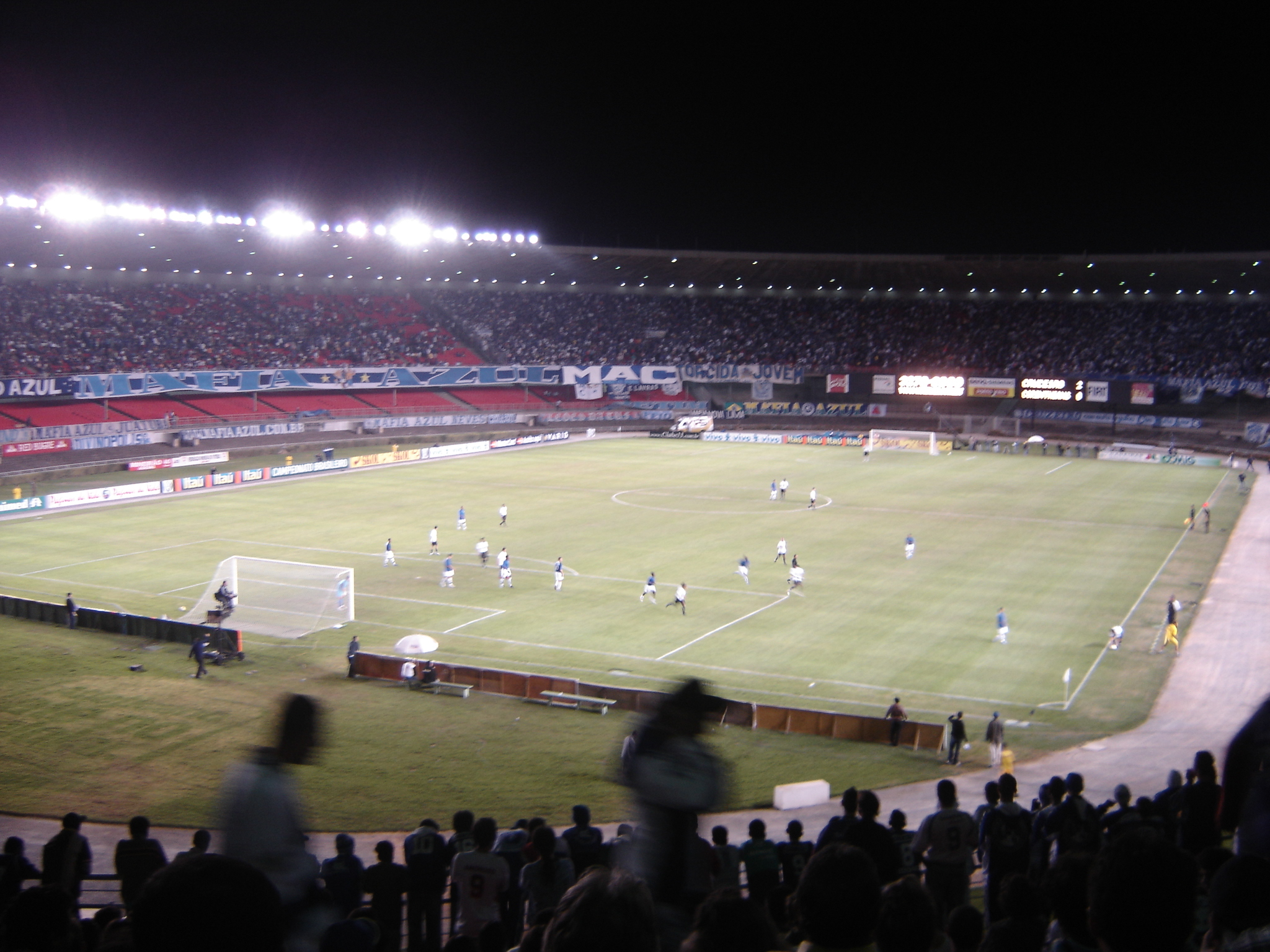
Partida entre Cruzeiro e Corinthians no Mineirão, pelo Brasileirão de 2006.

O Campeonato Brasileiro de Futebol foi criado em 1959 pela então CBD (atual CBF) para ser o principal torneio de futebol no âmbito nacional, inicialmente com o nome de Taça Brasil (cujo primeiro campeão foi o Bahia). Em 1967, é criado o Torneio Roberto Gomes Pedrosa (conhecido como "Robertão") enquanto que a antiga Taça Brasil tem sua última edição realizada em 1968. O Robertão ainda seria organizado por mais dois anos até a modernização do Campeonato Nacional de Clubes em 1971.
Hoje, com o nome de Brasileirão, algumas dificuldades no passado foram notórias para a sua realização. A fórmula foi alterada inúmeras vezes e as divisões inferiores sempre sofreram com o descaso e a falta de planejamento. Nos últimos anos, porém, o campeonato ganhou consistência com a adoção, desde a edição de 2003, do sistema de pontos corridos, onde a competição é disputada em dois turnos, sendo o time que somar o maior número de pontos o campeão. O torneio cede vagas para as competições internacionais Libertadores e Sul-Americana, além de rebaixar clubes para a Série B (Segunda Divisão).
Divisões
O Campeonato Brasileiro é disputado em quatro divisões: além da Série A, existem também as Séries B, C e D. Recentemente, clubes campeões brasileiros caíram para a Segunda Divisão (Série B), como Coritiba, Sport, Corinthians, Internacional, Palmeiras e Vasco da Gama, porém todos estes conseguiram reascender à Série A no ano seguinte, com exceção do Coritiba, que passou dois anos na divisão de acesso. A presença destas equipes gerou maior organização da competição e atração de investimentos para a sua realização. Já a Terceira Divisão (Série C) teve participação do Fluminense e da dupla Ba-Vi (Bahia e Vitória). A presença desses clubes gerou uma grande estruturação na competição, que, pela primeira vez, em 1999, foi transmitida pela televisão.
Com o baixo interesse pela Série C, a CBF começou a discutir em 2008 a criação de uma Série D, de modo a poder diminuir os participantes da Série C e torná-la mais atrativa. A nova divisão foi confirmada no dia 9 de abril de 2008 e contou com quarenta clubes na sua primeira edição, realizada em 2009. A Série C, que contava com 64 equipes, contou com apenas 20 clubes em 2009.

### Copa do Brasil

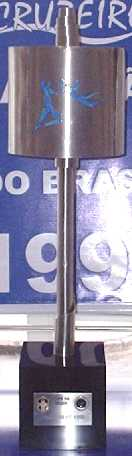
Troféu da Copa do Brasil disputado entre 1994 e 2000.

Torneio criado em 1989, a Copa do Brasil é o segundo torneio de futebol mais importante do Brasil na atualidade. Ganhou importância devido a um número maior de participantes e, principalmente, por causa da vaga para a Copa Libertadores da América do ano seguinte reservada ao campeão. É a única chance dos times pequenos (como o Santo André em 2004, e o Paulista de Jundiaí em 2005) conseguirem acesso à competições internacionais, sem precisar ganhar o competitivo Campeonato Brasileiro de Futebol, em todas as suas divisões.
Participam da Copa do Brasil 91 representantes das 27 unidades da federação, escolhidos através dos campeonatos estaduais e copas estaduais conforme distribuição de vagas para cada unidade da federação (sendo 5 vagas para os dois estados melhores colocados no Ranking Nacional das Federações, do terceiro ao quinto no ranking tem direito a 4 vagas, do sexto ao décimo quarto do ranking tem direito a 3 vagas, do décimo quinto ao vigésimo segundo do Ranking possuem direito a 2 vagas e do vigésimo terceiro ao vigésimo sétimo no ranking o direito é de apenas uma vaga).
Também possuem direito a vagas os 10 primeiros colocados do Ranking da CBF, o campeão da Copa do Brasil do ano anterior, os seis primeiros colocados do Campeonato Brasileiro de Futebol - Série A, o campeão brasileiro da Copa Libertadores da América do ano anterior (quando houver), o sétimo colocado do Campeonato Brasileiro de Futebol - Série A (caso um dos seis primeiros colocados tenha conquistado a Libertadores e/ou a Copa do Brasil do ano anterior ou tenha se classificado pelo Ranking), ou o campeão brasileiro da Copa Sul-Americana do ano anterior (quando houver), o campeão do Campeonato Brasileiro de Futebol - Série B, o campeão da Copa do Nordeste e o campeão da Copa Verde.
Se um clube se classificar pelas vagas dos campeonatos estaduais ou copa estadual mas posteriormente no mesmo ano conseguir classificação pelos critérios especiais acima citados, como por exemplo ser campeão da Série A do Campeonato Nacional, terá de ceder a sua vaga conquistada pelo campeonato estadual a outro clube de seu estado, geralmente os melhores posicionados do campeonato estadual e/ou copa estadual.

### Honrarias
Tríplice CoroaA conquista da Tríplice Coroa no Brasil engloba os títulos estadual, Copa do Brasil e Brasileirão, conquistada pelo Cruzeiro em 2003, enquanto a Tríplice Coroa Nacional inclui Brasileirão, Copa do Brasil e a Supercopa do Brasil (disputadas em alguns anos). Outros times também conseguiram a façanha, como o Grêmio 1996 - Campeonato Brasileiro, Recopa Sul-Americana e Campeonato Gaúcho; porém, como após o ano de 2003 os times brasileiros que disputam a Copa Libertadores da América são impedidos de disputarem a Copa do Brasil, não é mais possível repetir o feito. A Tríplice Coroa Internacional inclui os títulos da Copa Libertadores, Recopa Sul-americana e Mundial de Clubes da FIFA; caso do Sport Club Internacional (RS) em 2006. No passado, antes dessas competições existirem, Tríplice Coroa tinha outros significados, englobando por exemplo, títulos estaduais profissional, de segundos quadros e juvenis, entre outras combinações dependendo do local e da época.
DobradinhaQuando equipe conquista no mesmo ano o Brasileiro e a Copa do Brasil. Já a Dobradinha Estadual inclui títulos do Campeonato Estadual e da Copa Estadual do ano.
Gols — tripleta (hat-trick) ou dobleteAtuações memoráveis muitas vezes contam com tripleta (três gols do mesmo jogador). O doblete é mais comum, mas é valioso no resultado e também na briga pela artilharia.

### Categorias de base

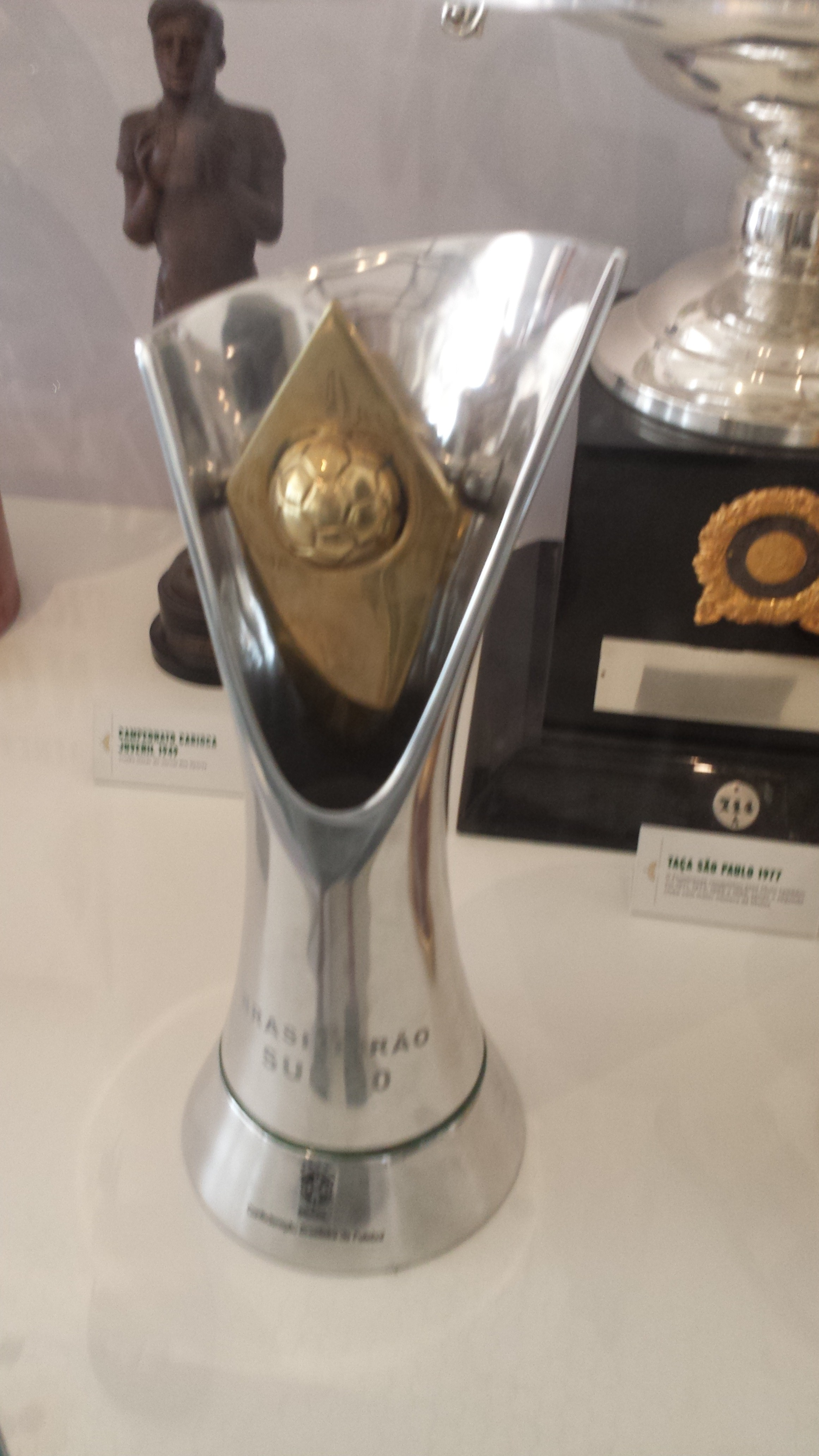
Taça do Campeonato Brasileiro de Futebol Sub-20 de 2015, o primeiro sob organização da CBF.

Campeonato Brasileiro de Futebol Sub-20O Campeonato Brasileiro de Futebol Sub-20 é uma competição de futebol organizada pela CBF desde 2015, e desde então, a competição mais importante dessa categoria disputada no Brasil. Anteriormente, de 2006 a 2014, a competição foi organizada pela Federação Gaúcha de Futebol (FGF). Incluindo as duas fases, até 2018 o Cruzeiro é o maior vencedor, com quatro conquistas.
Copa São Paulo de Futebol JúniorOrganizada pela Federação Paulista de Futebol desde 1969, a Copa São Paulo de Futebol Júnior conta com a participação de dezenas de clubes da categoria júnior (até 20 anos) de todo o país (em algumas edições houve a participação de clubes estrangeiros), com uma contagem que varia ano a ano, tendo passado a aceitar clubes de outros estados a partir da edição de 1971, sendo desde então a competição mais tradicional dessa categoria no Brasil. Tem duração em torno de 20 dias e sua final acontece sempre no Estádio do Pacaembu em 25 de Janeiro, aniversário da cidade de São Paulo, capital do estado com o mesmo nome. O Corinthians é o maior vencedor desta competição, com 10 conquistas até 2018, seguido por Fluminense com 5, Flamengo, Internacional e São Paulo com 4.
Copa RS de Futebol Sub-20Organizado desde 2006 pela Federação Gaúcha de Futebol, a Copa Rio Grande do Sul de Futebol Sub-20 reúne no final do ano as principais equipes de futebol do país, com jogadores em idade até 20 anos, em partidas disputadas nesse estado da Região Sul do Brasil. As equipes são divididas em grupos e os melhores classificam-se para uma fase eliminatória. Após cada etapa, o vencedor da final sagra-se o campeão. São Paulo e Cruzeiro são os maiores vencedores deste campeonato, com três conquistas cada um, seguidos por Grêmio e Internacional, com duas conquistas, até a edição de 2018.
Taça Belo Horizonte de Futebol JúniorA Taça Belo Horizonte de Futebol Sub-17 é uma das principais competições da categoria Sub-17 no Brasil, organizada pela Federação Mineira de Futebol (FMF) e disputada por equipes com jogadores abaixo de 20 anos (sub-20) em suas edições iniciais e desde 2015 apenas na categoria Sub-17. Realizada desde 1985, a competição tem domínio dos clubes locais e o Atlético Mineiro e o Cruzeiro são os maiores vencedores, com 6 e 5 conquistas respectivamente, tendo ainda o América Mineiro 2 conquistas até o ano de 2018, totais incluindo as disputas nas duas categorias.

## Arbitragem

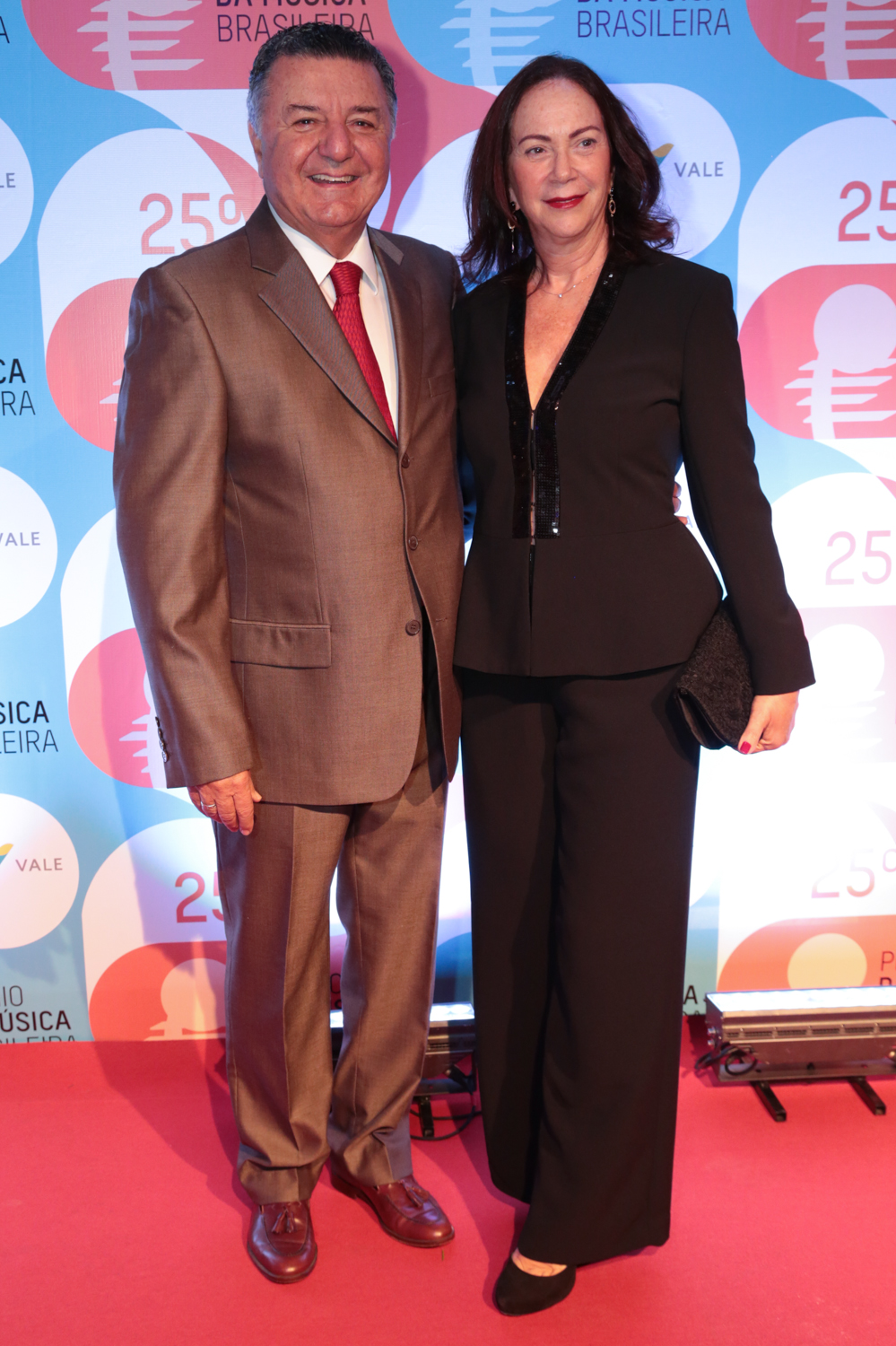
Arnaldo César Coelho, árbitro da final da Copa do Mundo de 1982.

A arbitragem no Brasil é regulamentada pela Comissão de Arbitragem (CONAF), órgão vinculado à CBF. Seu atual presidente é Segio Corrêa. A indicação dos membros da comissão fica a cargo do presidente da CBF. A profissão é representada pela Associação Nacional dos Árbitros de Futebol (ANAF), que responde pelos interesses da classe no país.
Os árbitros do quadro nacional são indicados pelas comissões de arbitagem de cada federação. Entre as atribuições do CONAF estão a punição a árbitros por erros cometidos durante as partidas, o sorteio dos mesmos nas competições regulamentadas pela CBF - Campeonato Brasileiro e Copa do Brasil, e a execução dos testes físicos e teóricos para seus quadros nacionais e internacionais - os "árbitros FIFA", aptos a apitar jogos internacionais.
No quadro FIFA de 2008 houve no total 7 alterações. Entre os árbitros masculinos, entraram Marcelo de Lima Henrique e Evandro Rogério Roman. Entre os assistentes, duas mudanças: Emerson Augusto de Carvalho e Dibert Pedrosa Moises. Já no quadro feminino, no entanto, não há árbitros, apenas assistentes. Foram três mudanças: a inserção de Maria Eliza Correia Barbosa, Katiúscia Mayer Berger Mendonça e a Angela Paula C. Regis Ribeiro.
A escolha dos árbitros para as competições oficiais se dá mediante sorteio. Tal regra foi regulamentada pela Lei 10 671, mais conhecida como Estatuto de Defesa do Torcedor. Seu artigo 32 diz que "É direito do torcedor que os árbitros de cada partida sejam escolhidos mediante sorteio, dentre aqueles previamente selecionados". Antes da lei entrar em vigor a CONAF decidia a escalação dos juízes em campeonatos nacionais, com as federações regionais decidindo o mesmo em campeonatos estaduais. A não realização de um sorteio levava a indicações políticas e por pressões de cartolas pelo escolha de um árbitro em detrimento de outro, numa tentativa de interferência na arbitragem de modo a favorecer seu time. O atual sistema, apesar de evitar interferências externas, é criticado porque, com um único critério, que é a aleatoriedade, acabaria por afastar árbitros mais qualificados da escala.
O primeiro árbitro brasileiro em uma Copa do Mundo foi Almeida Rego, que atuou em três partidas na primeira edição do torneio e como auxiliar em outra. A atuação do brasileiro em sua primeira partida, Argentina versus França, foi polêmica. Almeida terminou o jogo antes dos 90 minutos regulamentares, e avisado pelos seus auxiliares, voltou atrás em sua decisão.
A arbitragem brasileira só seria representada novamente na Copa do Mundo de 1950, com Mário Vianna, apitando em dois jogos. Vianna voltaria na edição de 54 para se envolver numa grande polêmica. Na partida Suíça 2 a Itália 1, apitada pelo brasileiro, Vianna foi acusado de não coibir o jogo violento do time suíço e de ter anulado um gol legítimo francês. Terminado o confronto, ele foi perseguido pelos atletas franceses, que tiveram que ser contidos pela polícia. O jornal italiano Gazzetta Dello Sport caracterizou a atuação do árbitro com a manchete "Arbitraggio scandaloso!" ('arbitragem escandalosa!').
Em 1950 o Brasil foi representado por mais dois árbitros: Alberto da Gama Malcher, participando de dois jogos, e Mário Gardelli, como auxiliar em um. Desde então mais 11 árbitros tiveram participações em Copas do Mundo, totalizando 15 brasileiros. São eles: João Etzel Filho, em 1962; Armando Marques em 66 e 74; Arnaldo Cezar Coelho em 78 e 82; Romualdo Arppi Filho em 1986; José Roberto Wright em 1990; Renato Marsiglia e Paulo Jorge Alves em 94; Márcio Rezende de Freitas e Arnaldo Pinto em 98; Carlos Eugênio Simon e Jorge Paulo Gomes em 2002, e o mesmo Simon em 2006.
Dois árbitros brasileiros já apitaram uma final de Copa do Mundo: Arnaldo Cezar Coelho na Copa do Mundo de 1982, no jogo entre Itália e Alemanha e Romualdo Arppi Filho em 1986, na decisão entre Argentina e Alemanha.
O árbitro que mais apitou jogos do Campeonato Brasileiro é Arnaldo Cezar Coelho, presente em 291 partidas pela competição. A seguir os 15 juízes que mais atuaram no torneio:
| Árbitro                        | N.º de partidas | Árbitro                    | N.º de partidas | Árbitro                    | N.º de partidas |
| ------------------------------ | --------------- | -------------------------- | --------------- | -------------------------- | --------------- |
| Arnaldo Cézar Coelho           | 291             | Márcio Rezende de Freitas  | 269             | Luiz Carlos Félix          | 260             |
| José Roberto Wright            | 259             | Romualdo Arppi Filho       | 254             | José de Assis Aragão       | 249             |
| Dulcídio Wanderley Boschillia  | 240             | Carlos Eugênio Simon       | 234             | Wilson Souza de Mendonça   | 232             |
| Luciano Augusto Teoton Almeida | 202             | Antônio Pereira da Silva   | 199             | Wilson Carlos dos Santos   | 198             |
| Valquir Pimentel               | 189             | Emídio Marques de Mesquita | 183             | Carlos Sérgio Rosa Martins | 172             |

## Locais de competição
O Brasil tem 24 estádios com capacidade acima de 40 mil lugares.
- Aflitos Recife, PE
- Albertão Teresina, PI
- Alfredo Jaconi Caxias do Sul, RS
- Allianz Parque São Paulo, SP
- Almeidão João Pessoa, PB
- Arena Castelão-CE Fortaleza, CE
- Arena Corinthians São Paulo, SP
- Arena da Baixada Curitiba, PR
- Arena das Dunas Natal, RN
- Arena da Floresta Rio Branco, AC
- Arena do Grêmio Porto Alegre, RS
- Arena do Jacaré  Sete Lagoas, MG
- Arena Fonte Nova Salvador, BA

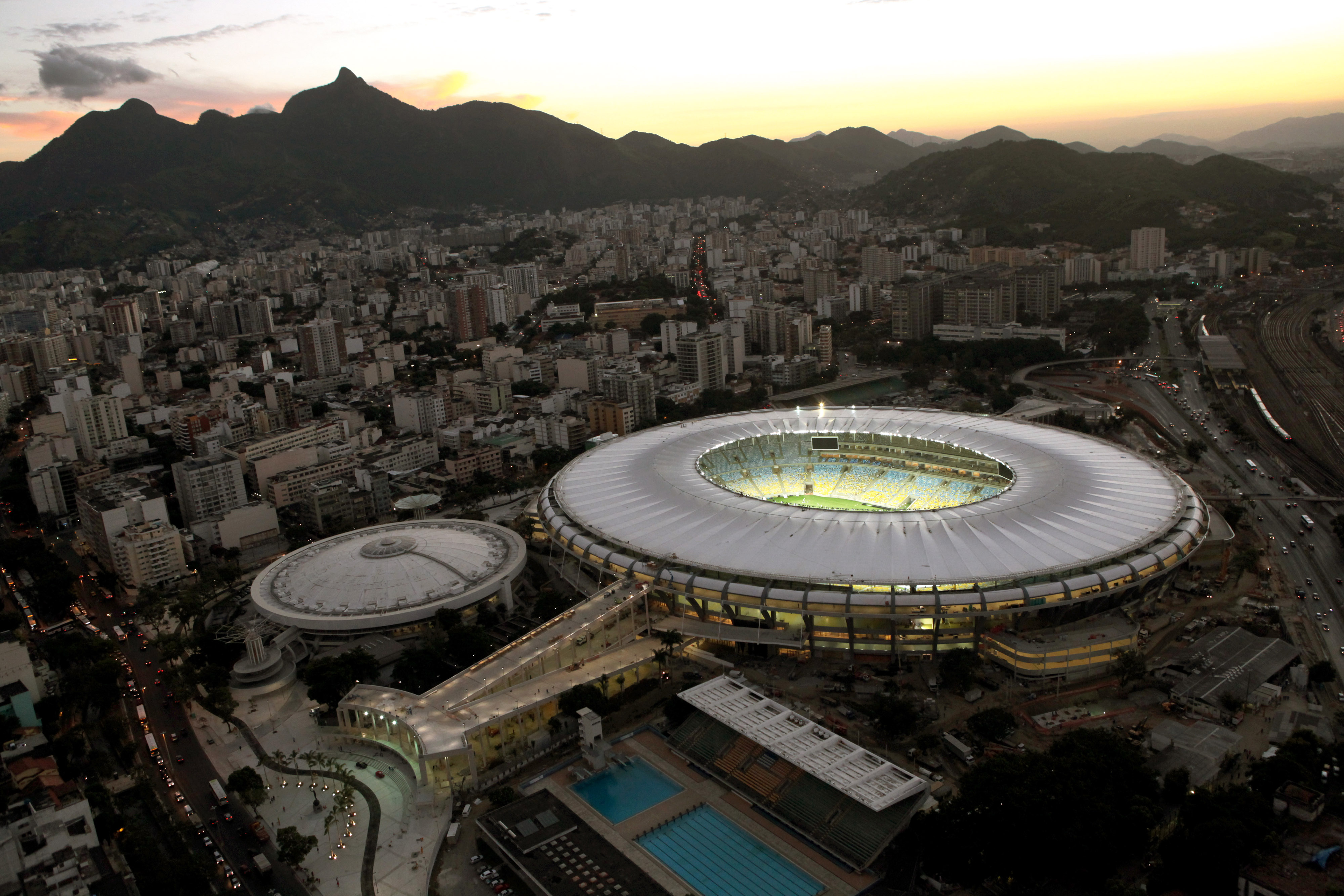
Maracanã, o maior estádio do Brasil.

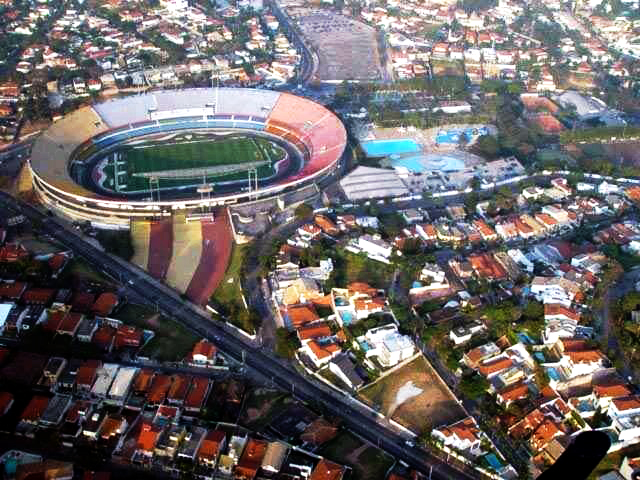
Morumbi, o maior estádio particular do Brasil.

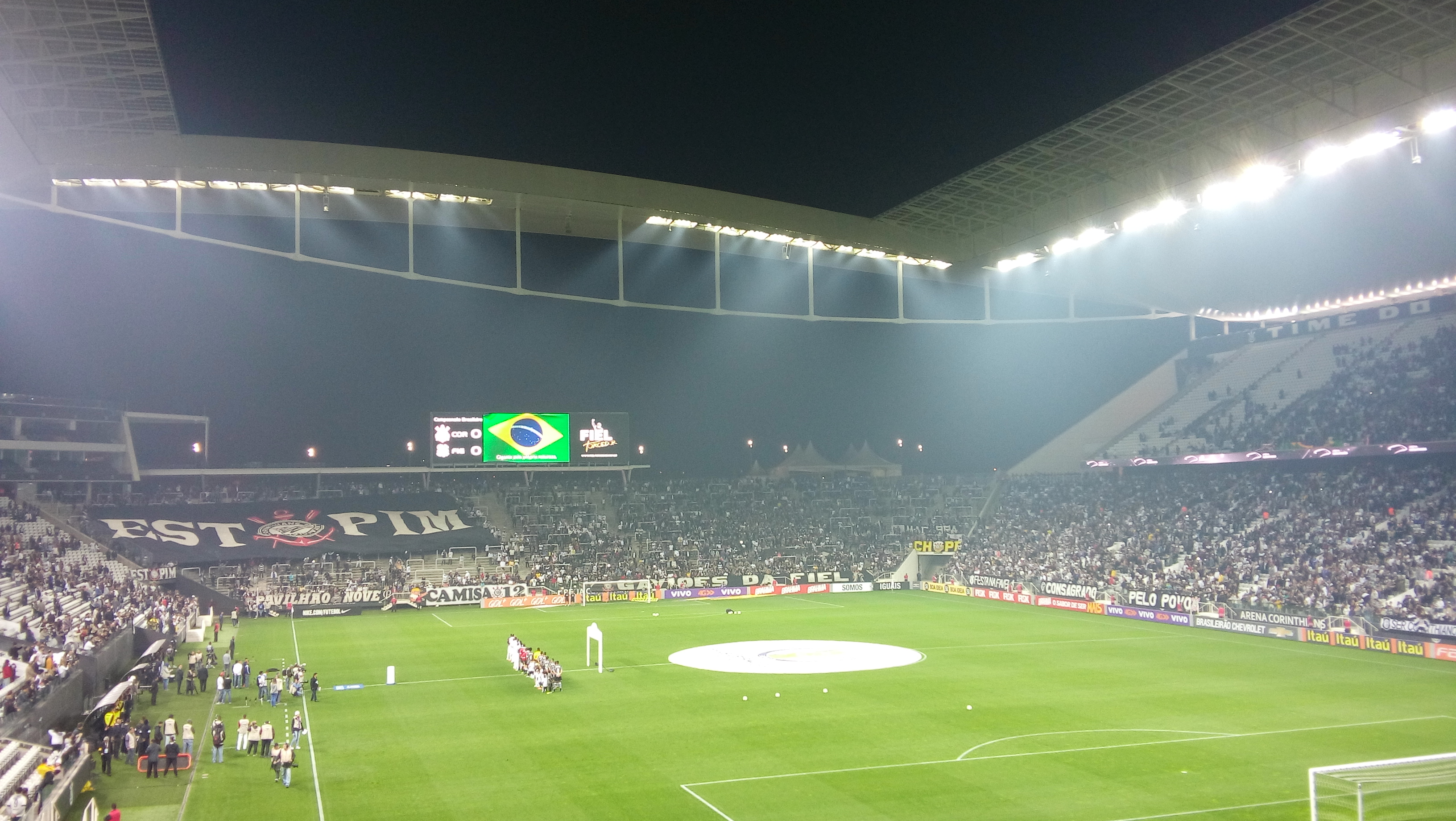
Arena Corinthians, estádio de abertura da Copa do Mundo de 2014.

- Arena Independência Belo Horizonte, MG
- Arena Joinville Joinville, SC
- Arruda Recife, PE
- Barradão Salvador, BA
- Batistão Aracaju, SE
- Beira-Rio Porto Alegre, RS
- Brinco de Ouro Campinas, SP
- Castelão-MA São Luís, MA
- Couto Pereira Curitiba, PR
- Frasqueirão Natal, RN
- Heriberto Hülse Criciúma, SC
- Ilha do Retiro Recife, PE
- Machadão Natal, RN
- Mané Garrincha Brasília, DF
- Mangueirão Belém, PA
- Maracanã Rio de Janeiro, RJ
- Mineirão Belo Horizonte, MG
- Moisés Lucarelli Campinas, SP
- Morenão Campo Grande, MS
- Morumbi São Paulo, SP
- Nilton Santos Rio de Janeiro, RJ
- Orlando Scarpelli Florianópolis, SC
- Pacaembu São Paulo, SP
- Parque do Sabiá Uberlândia, MG
- Pituaçu Salvador, BA
- Raulino de Oliveira Volta Redonda, RJ
- Rei Pelé Maceió, AL
- Ressacada Florianópolis, SC
- São Januário Rio de Janeiro, RJ
- Santa Cruz Ribeirão Preto, SP
- Serra Dourada Goiânia, GO
- Vila Belmiro Santos, SP
- Vila Capanema Curitiba, PR
- Vivaldão Manaus, AM

## Torcidas
Segundo pesquisas, o clube que possui a maior torcida do país é o Flamengo, com cerca de 39,1 milhões de adeptos. Logo atrás, o Corinthians é o dono do segundo maior contingente de torcedores, com 28 milhões aproximadamente. O Palmeiras vem em terceiro, com cerca de 16 milhões, sendo a torcida que mais cresceu no país nas últimas duas décadas. Logo após vem o São Paulo com diferença de apenas 100 mil torcedores. Os outros clubes que ultrapassam a marca de 5 milhões de fãs são o Vasco, o Santos, o Cruzeiro e o Grêmio, com um terceiro grupo representado por Atlético Mineiro, Internacional, Fluminense, Botafogo, Bahia e Sport, com mais de 3 milhões de torcedores e pelo menos 19 clubes no total ultrapassando a marca de 1 milhão de torcedores, segundo pesquisa LANCE-IBOPE realizada em 2010, com margem de erro de apenas 1,2%, sendo que um vigésimo clube, o Náutico, identificado com 964 523 torcedores no Brasil, que pela margem de erro da pesquisa pode também ter mais de 1 milhão de fãs, completaria a lista dos vinte clubes de maior torcida no Brasil.
Números semelhantes foram encontrados pela pesquisa da Pluri Consultoria em 2013, desde então a pesquisa com o menor índice de erro já divulgada no Brasil (apenas 0,68%).
Com relação a frequência de torcedores aos estádios, foram registrados mais de 260 públicos acima de 100 000 pessoas em estádios brasileiros, com os clubes cariocas liderando esta estatística, tendo havido cerca de duzentos jogos no Estádio do Maracanã acima deste patamar, seguidos dos clubes paulistas, com mais de quarenta jogos, estes realizados no Estádio do Morumbi. Dezesseis clubes venderam mais de 5 000 000 de ingressos ente 1971 e 2012 no Campeonato Brasileiro.
É comum ver nos estádios torcidas organizadas, grupos de adeptos de um determinado time que se unem para cantar músicas de apoio ao seu time. Contudo, um número de integrantes de tais grupos são responsáveis por um grande número de atos de violência dentro e fora dos estádios, sobretudo em brigas contra torcidas organizadas rivais. Fatalmente, os criminosos que integram as torcidas organizadas acabam por comprometer sua imagem por meio de uma estereotipação que atribui torcida organizada à criminalidade, conforme se pode verificar em observação empírica.
A violência de desses integrantes muitas vezes não se limitam apenas a torcidas rivais, mas também à comissão técnica, jogadores e até mesmo diretoria dos clubes. O técnico Emerson Leão foi agredido por membros de uma organizada do Santos quando vinha cobrar salários atrasados na Vila Belmiro; já o presidente do Atlético Mineiro, Ziza Valadares, renunciou em 2008 por uma suposta ameaça de morte, que segundo ele, teria sido orquestrado por uma torcida organizada. Tais eventos têm feito com que o poder público discuta medidas de represálias a esses movimentos, como sua proibição.

## Futebol feminino

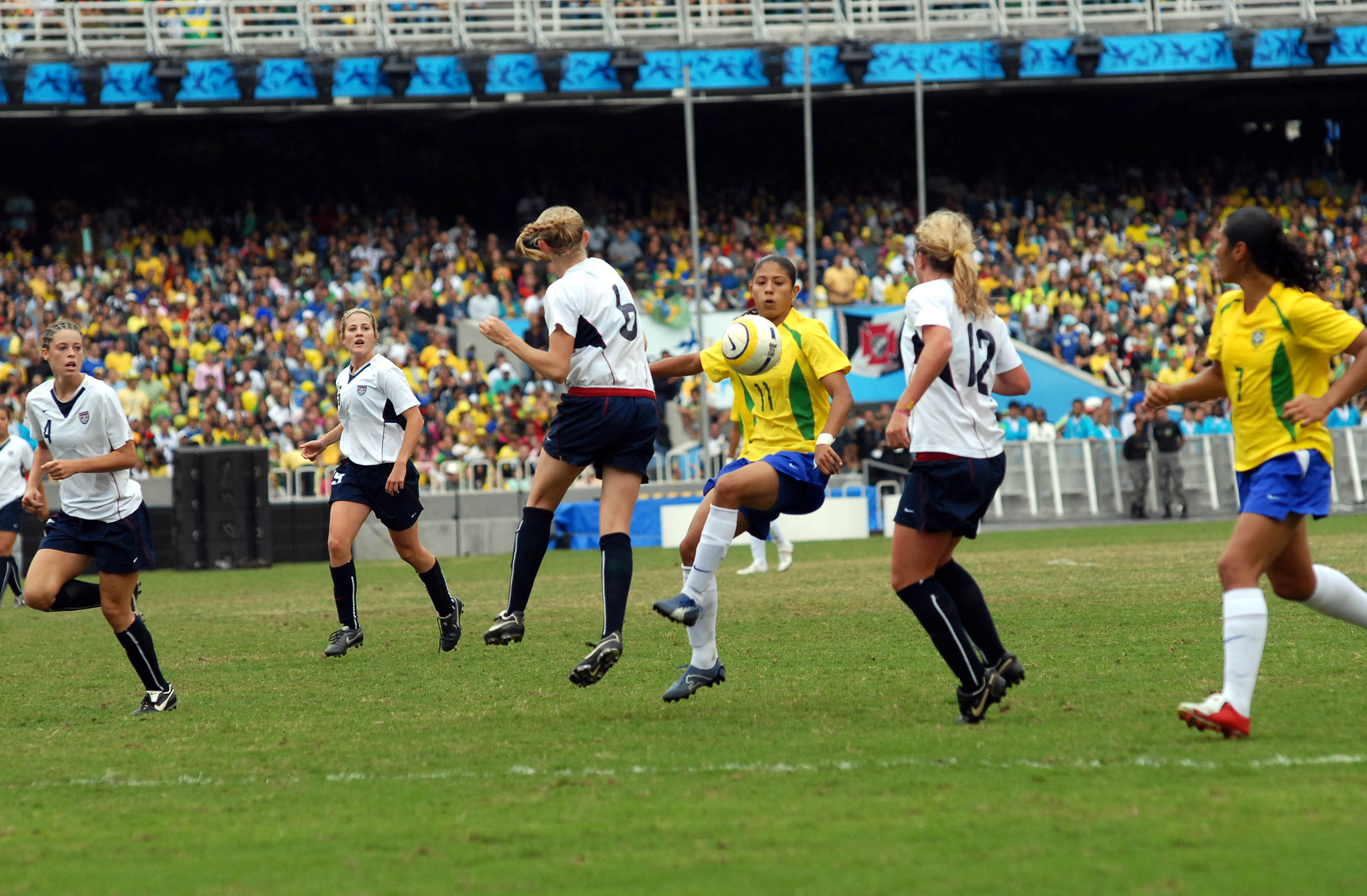
Partida de futebol feminino entre Brasil e EUA pelo Rio 2007.

O futebol feminino do Brasil tem como destaque a Seleção Brasileira de Futebol Feminino. No time nacional, destacam-se jogadoras como Marta, Cristiane, Daniela Alves e, na década de 1990, Kátia Cilene, Pretinha e Sissi. O time ganhou a medalha de ouro nos Jogos Pan-americanos de 2003 e 2007, além de ter sido vice-campeã na Copa do Mundo de Futebol Feminino de 2007 e nas Olimpíadas de 2004 e de 2008.
Apesar da força da Seleção, o futebol feminino interno é precário. São poucos os clubes que se interessam por desenvolver a categoria. Além disso, os campeonatos são escassos, sendo grande parte em nível estadual e amador. O primeiro grande torneio criado foi a Copa do Brasil de Futebol Feminino em 2007.
De 2009 a 2012, o Santos foi considerado o time mais forte de futebol feminino do Brasil, jogadoras como Marta e Cristiane, passaram pelo Santos e o clube foi a base da Seleção Brasileira de Futebol Feminino, chegando a ter onze atletas convocadas de uma só vez. O Santos foi campeão das duas primeiras edições Copa Libertadores de Futebol Feminino, em 2009 e 2010, e do Torneio Internacional Interclubes de Futebol Feminino em 2011. Apesar de muitos títulos conquistados, o Santos encerrou as atividades do futebol feminino em 2012, o motivo segundo o presidente Luis Álvaro Ribeiro, foi a falta de interesse da televisão, e a dificuldade em conseguir patrocínios.

## Recordes de clubes

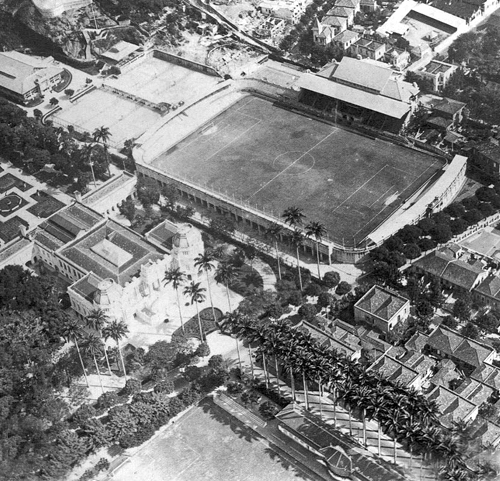
Estádio de Laranjeiras em 1919, antes de sua ampliação.

O América Mineiro e o ABC detém recorde de títulos de campeonatos estaduais consecutivos. O América chegou ao decacampeonato mineiro de 1916 a 1925, e o ABC é decacampeão potiguar de 1932 a 1941.
O ABC detém outro recorde - o de maior campeão estadual, com 55 títulos conquistados no Campeonato Potiguar até 2019.
A maior goleada que se tem registro no Brasil foi entre Botafogo e Mangueira, em 30 de Maio de 1909 pelo Campeonato Carioca, com o placar de 24 a 0, os gols foram marcados por Gilbert (9), Flávio (7), Monk (2), Lulu (2), Raul (1), Dinorah (1), Henrique (1) e Emanuel (1).
Inaugurado em 1902, o Velódromo de São Paulo foi o primeiro campo brasileiro, com as suas arquibancadas de madeira que depois seriam transferidas para a Chácara da Floresta O primeiro estádio de cimento vindo a ser inaugurado no país é o Estádio de Laranjeiras, no em 11 de maio de 1919.
O Clássico Vovô (Botafogo versus Fluminense), é o clássico de futebol mais antigo do Brasil e o terceiro mais antigo do continente americano, atrás de Nacional vs. Peñarol e Rosário vs. Newell's. Estes clubes se enfrentaram pela primeira vez em 22 de outubro de 1905.
Apesar de o Clássico Vovô ser o mais antigo do Brasil, ele não é o mais disputado, o clássico Rei da Amazônia ou Re-Pa (Remo e Paysandu) é o clássico do futebol brasileiro que mais vezes foi disputado, senão o clássico com maior número de partidas do futebol mundial, pois estas equipes já jogaram 728 clássicos desde a primeira vez que se enfrentaram em 10 de junho de 1914, jogo este que terminou com a vitória do Remo por 2 a 1.
Não considerando a desvalorização da moeda real durante a sua existência, o que provoca distorções, o Atlético-MG detém a maior renda do futebol brasileiro entre clubes, 14 milhões de reais no jogo da final da Libertadores de 2013 contra o Olimpia do Paraguai.
Há um time formado por brasileiros residentes em Londres, o Brazilian Football Show Sports Club, que disputa a Middlesex Football County League, nível 7 do Sistema Nacional de Ligas da Inglaterra. Estreando a temporada de 2003-04 venceu o campeonato sendo promovido da Divisão Um para a Primeira Divisão da Liga.

## Transferências internacionais

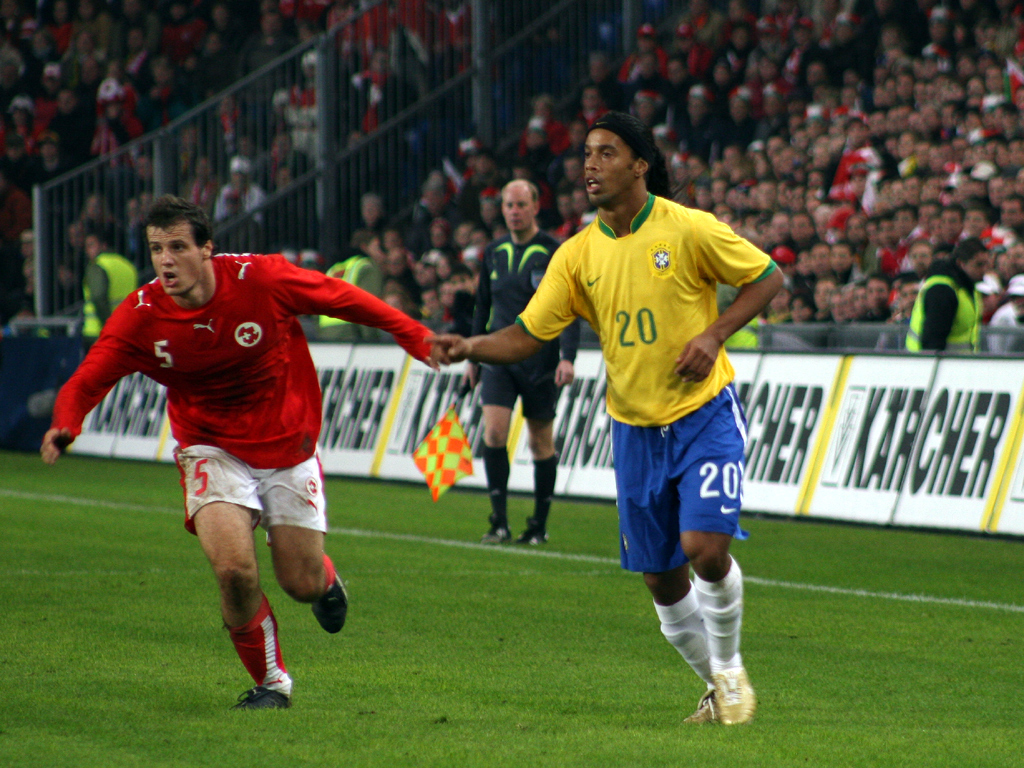
Ronaldinho Gaúcho em atuação pela Seleção Brasileira contra a Suíça.

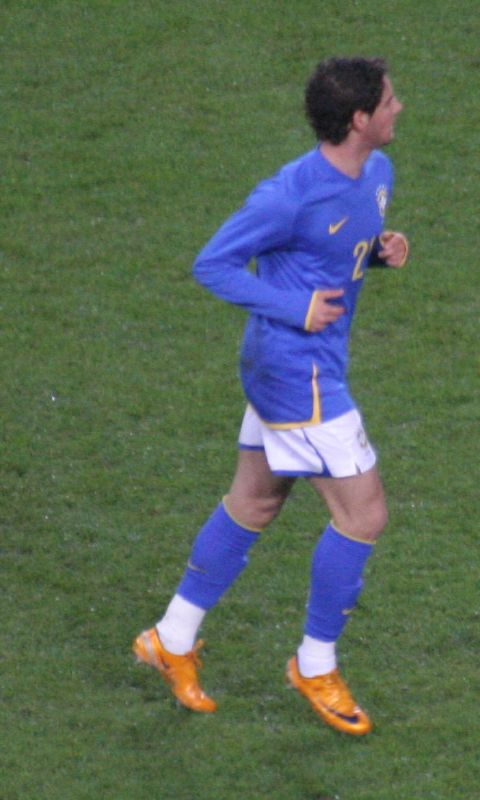
Alexandre Pato na sua partida de estreia pelo Brasil, contra a Suécia.

Desde o início do século XXI, o Brasil se tornou o maior exportador mundial de jogadores. Nos últimos anos, a saída de jogadores movimentou mais de 440 milhões de dólares, se tornando um dos principais produtos de exportação do país, ultrapassando produtos como banana, maçã e uva. Desde que o Banco Central começou a registrar a venda de atletas para o exterior, em 1993, as exportações já somam dois bilhões de dólares. O principal destino dos jogadores é Portugal: em 2008, 209 futebolistas se transferiram para o país. A Europa é a maior importadora de atletas brasileiros: dos 1 176 que saíram do Brasil em 2008, 762 tiveram como destino a região. Em segundo lugar vem a Ásia, com 222 jogadores. A transferência de brasileiros para o exterior é tão generalizada que o presidente da FIFA, Joseph Blatter, chegou a afirmar que um dia "todas as seleções do mundo jogarão apenas com brasileiros".
Apesar desse panorama, os altos valores negociados não refletem uma grande valorização do atleta brasileiro quando atuando no país. A alta quantia é muito mais pela grande quantidade de jogadores negociados, já que até hoje poucos clubes brasileiros conseguiram cifras significativas na venda de um único jogador. Na lista das dez maiores transferências da história do futebol, não se encontra nenhum brasileiro negociado por um time nacional. A desvalorização do jogador brasileiro quando fora na Europa tem no caso de Kaká seu exemplo mais explícito: ganhador do prêmio de melhor jogador do ano em 2007 pela FIFA e um dos atletas mais valorizados atualmente, ele saiu do São Paulo para o Milan por apenas US$ 8,25 milhões, o que levou a Silvio Berlusconi, presidente do clube milanês, a declarar: "Foi a maior contratação da história do Milan. E a preço de banana".
Para os clubes, a culpa de tal êxodo é da Lei Pelé. A Lei 9 615/98, mais conhecida pelo nome de seu criador, Pelé, entrou em vigor em 26 de março de 2001, instituindo o passe livre. O passe, que era o vínculo do jogador com o clube, passou a ser substituído por um vínculo trabalhista e desportivo, permitindo que um jogador sob contrato fosse contratado por outra equipe mediante o pagamento de uma cláusula penal. Segundo os clubes, a Lei Pelé enfraqueceu as agremiações, por não haver uma legislação específica voltada para resguardar os interesses dos mesmos. Para os atletas, o fim do passe representou o fim de um vínculo injusto, onde o time era o único com o poder de decisão sobre o futuro de seus jogadores. Com o grande êxodo de jogadores nos últimos anos, iniciou-se um debate para mudar certos pontos da Lei Pelé.
O êxodo de jogadores, sobretudo aqueles menores de idade, é palco de muitos debates no país, principalmente sobre as consequências que isso estaria gerando ao estilo do futebol brasileiro. Segundo alguns especialistas, a ida prematura a Europa acabaria por modificar o jogador brasileiro, que é lapidado na forma europeia de jogo, focada mais na parte defensiva e tática do que na habilidade propriamente dita. Tal opinião é compartilhada por técnicos como Carlos Alberto Parreira, tetracampeão mundial com a Seleção Brasileira, Vanderlei Luxemburgo, cinco vezes campeão brasileiro e o inglês Arsene Wenger, comandante do Arsenal há onze anos. Para Parreira, este é um problema que "pode acabar afetando seriamente o futebol brasileiro num futuro próximo". Já para Wenger, "a transferência de jogadores cada vez mais jovens para a Europa é o que está destruindo o futebol brasileiro".
Estatísticas das transferências internacionais de futebolistas brasileiros (em milhões):
| Ano  | N.º de jogadores | Valor (US$) | Ano  | N.º de jogadores | Valor (US$) | Ano  | N.º de jogadores | Valor (US$) |
| ---- | ---------------- | ----------- | ---- | ---------------- | ----------- | ---- | ---------------- | ----------- |
| 1985 | 136              | -           | 1986 | 136              | -           | 1987 | 136              | -           |
| 1988 | 136              | -           | 1989 | 136              | -           | 1990 | 136              | -           |
| 1991 | 136              | -           | 1992 | 205              | -           | 1993 | 322              | 9,3         |
| 1994 | 207              | 14,2        | 1995 | 254              | 14,5        | 1996 | 381              | 38,1        |
| 1997 | 553              | 109,8       | 1998 | 530              | 81,8        | 1999 | 658              | 93,6        |
| 2000 | -                | 129,8       | 2001 | -                | 126,9       | 2002 | 665              | 66,6        |
| 2003 | 858              | 72,8        | 2004 | 857              | 102,1       | 2005 | 804              | 159,2       |
| 2006 | 851              | 131         | 2007 | 1085             | 222,6       | 2008 | 1 176            | 235         |
| 2009 | 1 017            | 177         |      |                  |             |      |                  |             |

## Copa Libertadores

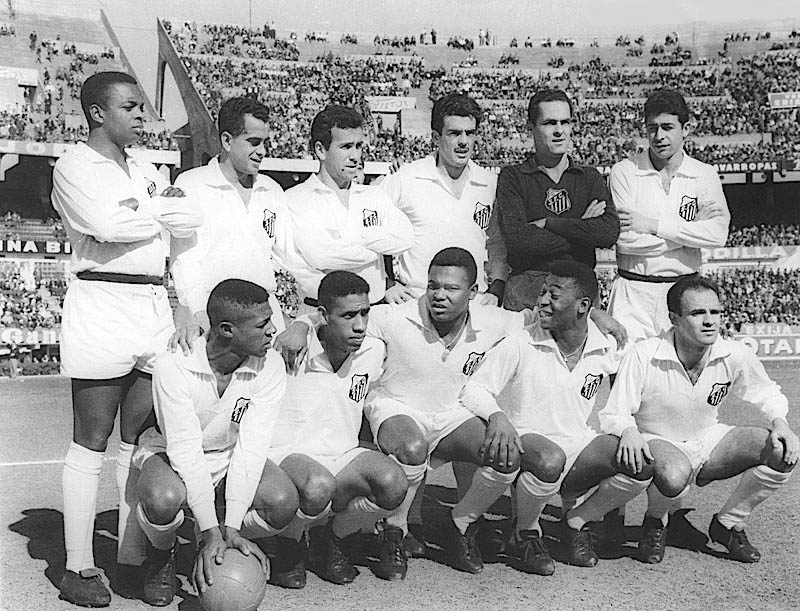
Time do Santos campeão da Copa Libertadores da América de 1962.

A Copa Libertadores da América começou a ser disputada em 1960. Organizada pela CONMEBOL, é a principal competição de clubes da América do Sul, sendo disputada no primeiro semestre. Apesar de um boicote por parte dos clubes brasileiros em fins da década de 1960, doze clubes do país já a venceram. São eles: São Paulo em 1992, 1993 e 2005, Santos em 1962, 1963 e 2011, Grêmio em 1983,1995 e 2017, Cruzeiro em 1976 e 1997, Internacional em 2006 e 2010, Flamengo em 1981, 2019 e 2022 Palmeiras em 1999, 2020 e 2021, Vasco em 1998, Corinthians em 2012, Atlético Mineiro em 2013, Fluminense em 2023 e Botafogo em 2024, com outros dois clubes tendo sido finalistas, Atlético Paranaense em 2005 e 2022 e São Caetano em 2002, sendo portanto 14 o número de clubes brasileiros que já alcançaram a fase máxima dessa competição.
Atualmente, sete equipes do Brasil podem conseguir vaga na competição através das competições nacionais. O campeão da Libertadores ganha vaga na Recopa Sul-Americana para jogar contra o campeão da Copa Sul-Americana. A competição é tão importante para os clubes que de 1991 em diante sempre houve um time brasileiro como semifinalista. O EC Bahia foi o primeiro a participar da Copa Libertadores da América, em 1960.

## Copa Sul-Americana

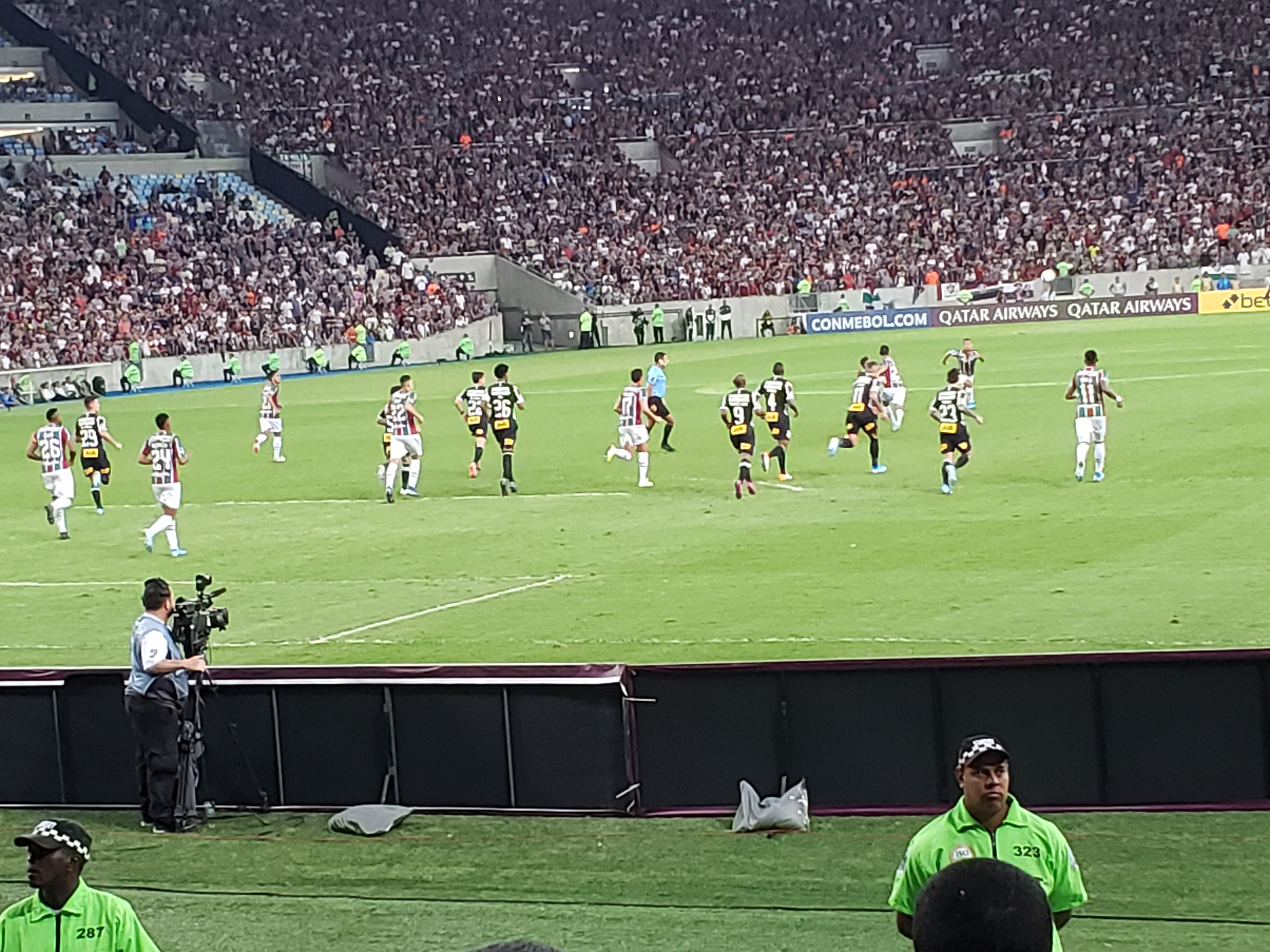
versus pela Copa Sul-Americana de 2019.

A Copa Sul-Americana é a segunda principal competição da América do Sul. Ela foi criada para substituir a antiga Copa Conmebol, vencida por Atlético Mineiro em 1992 e 1997, Botafogo em 1993, São Paulo em 1994, e Santos em 1998, e a Copa Mercosul, conquistada por Palmeiras em 1998, Flamengo em 1999 e Vasco em 2000. Ocorre entre fevereiro e novembro de cada ano. São concedidas para times do Brasil seis vagas no torneio, classificando-se do sétimo ao décimo segundo colocado do Campeonato brasileiro do ano anterior. Contudo, até hoje somente quatro clubes brasileiros venceram a Competição, o internacional (2008, sobre o Estudiantes de La Plata) o São Paulo (2012, sobre o Tigre), a Chapecoense (2016) sobre o Atlético nacional* e o Athletico-PR (2018) sobre o Junior Barranquilla e, (2020) sobre o Red Bull Bragantino
O campeão da Copa Sul-Americana ganha vaga na decisão da Recopa Sul-Americana, quando disputa o título contra o campeão da Copa Libertadores da América, e da Levain Cup/CONMEBOL Final (antiga Copa Suruga Bank), contra o campeão da Copa da Liga Japonesa, além de disputar a Libertadores do ano seguinte. A Supercopa da Libertadores, competição extinta, foi uma competição que reunia todos os clubes que haviam sido campeões da Libertadores da América, disputada entre 1988 e 1997, a partir de 1998 foi substituída pela Copa Mercosul (que posteriormente seria substituída pela Copa Sul-Americana em 2002). Teve apenas dois clubes brasileiros campeões, o Cruzeiro, em 1991 e 1992, e o São Paulo, em 1993.
A Chapecoense foi declarada campeã da edição de 2016, após desistência do Atlético nacional (Colômbia) devido ao acidente aéreo que vitimou a delegação do clube no dia 29 de novembro de 2016. 
Outros clubes brasileiros finalistas foram Flamengo, Fluminense, Fortaleza, Goiás,
Ponte Preta e Red Bull Bragantino.

## Recopa Sul-Americana

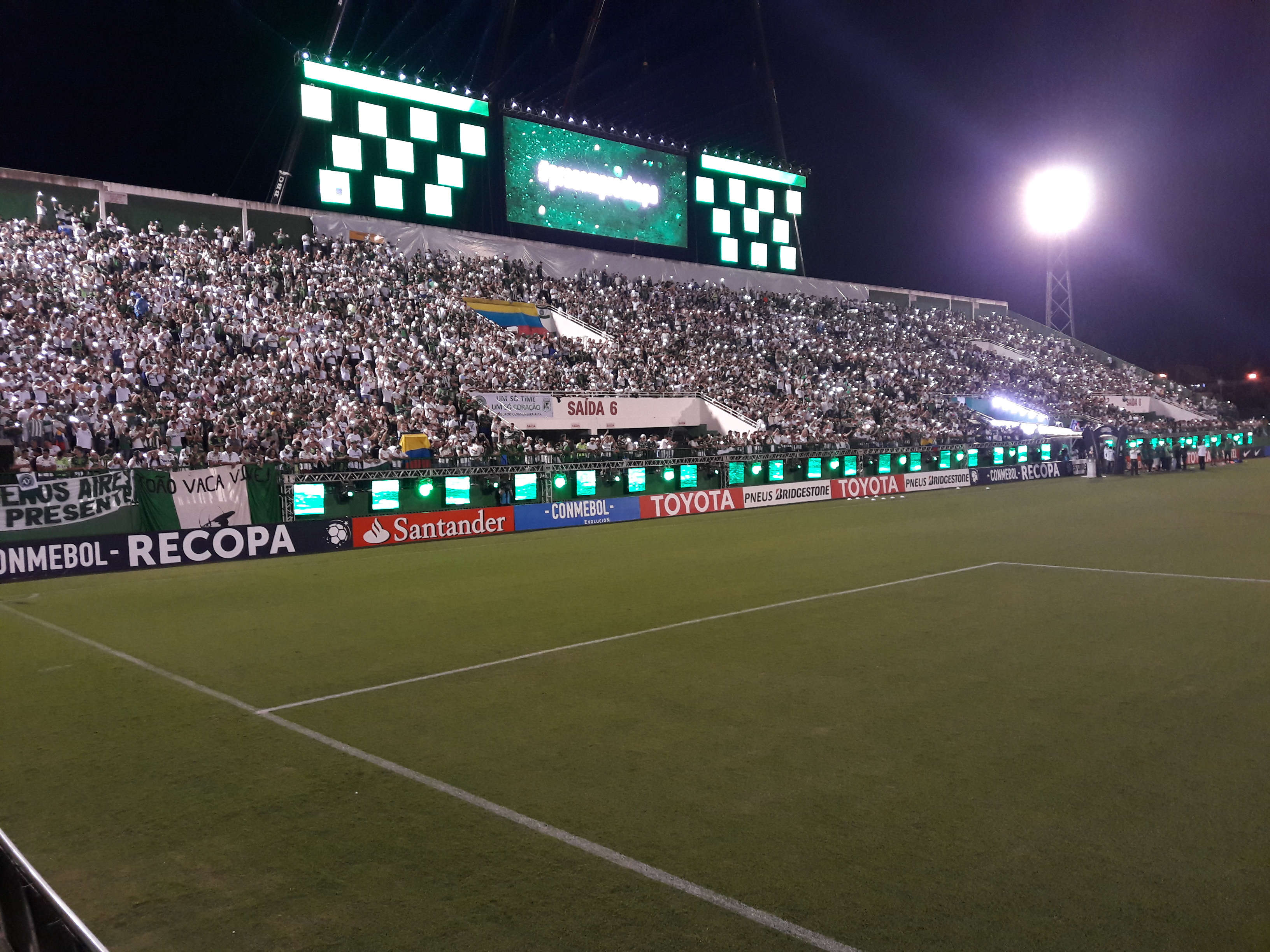
Torcida da na final da Recopa Sul-Americana de 2017.

A Recopa Sul-Americana é uma competição oficial organizada pela Confederação Sul-Americana de Futebol (CONMEBOL). Sua primeira edição ocorreu em 1989 e foi disputada até 1998, voltando à ativa desde 2003. Já teve dois formatos de disputa, a competição já foi realizada no sistema de "jogo único" - em que foram disputadas fora do continente sul-americano; e sendo atualmente realizada no sistema de "ida e volta".
Originalmente era disputada entre o campeão da Copa Libertadores da América e o campeão da Supercopa dos Campeões da Libertadores, mas com o término da segunda, só voltou a ser realizada em 2003 quando passou a ser disputada entre o campeão da Libertadores e o campeão da Copa Sul-Americana. Dez clubes brasileiros conquistaram essa competição, são eles: São Paulo em 1993 e 1994, Grêmio em 1996 e 2018, Internacional em 2007 e 2011, Cruzeiro em 1998, Santos em 2012, Corinthians em 2013, Atlético Mineiro em 2014, Flamengo em 2020, Palmeiras em 2022 e Fluminense em 2024.

## Mundiais interclubes

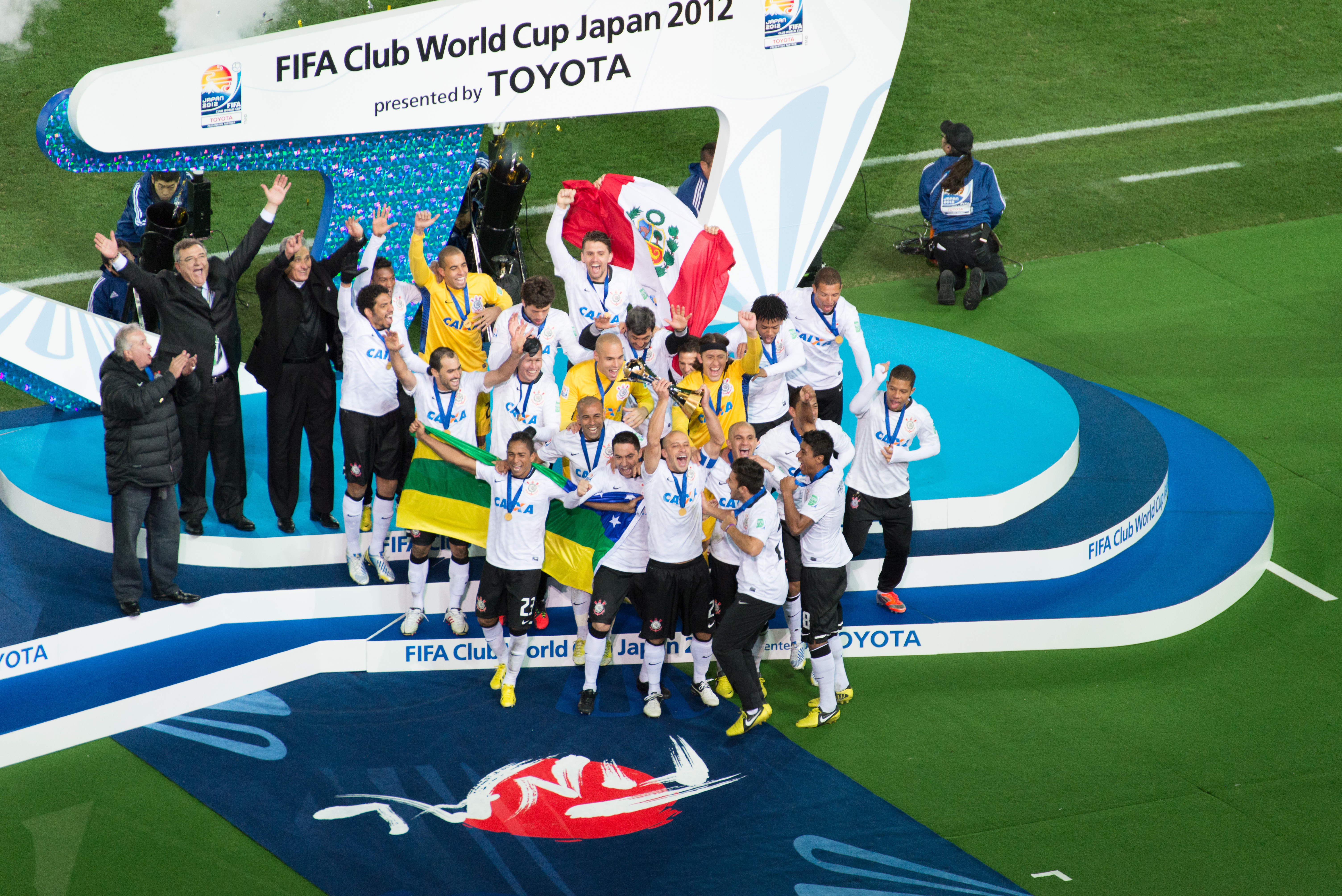
Time do Corinthians, campeão da Copa do Mundo de Clubes da FIFA de 2012.

Atualmente, o Mundial de Clubes FIFA, quadrienal e com dezenas de clubes, é a principal competição de futebol entre clubes da FIFA, sendo que na edição de 2025 quatro clubes brasileiros participaram da competição entre os 32 participantes: Botafogo, Flamengo, Fluminense e Palmeiras, com o Fluminense vindo a terminar a competição em quarto lugar, a melhor colocação de um clube não europeu.
Anteriormente, era realizada anualmente, até 2023, a Copa do Mundo de Clubes da FIFA que foi renomeada para Copa Intercontinental da FIFA. Pelo Brasil, três clubes venceram esta competição: São Paulo (2005), Corinthians (2000 e 2012) e Internacional (2006).
Anteriormente à Copa do Mundo de Clubes da FIFA, outras competições foram consideradas, em suas épocas, como mundiais, a exemplo da Copa Rio. Este torneio foi organizado pela CBD com o auxílio de dirigentes da FIFA, tendo como vencedores o Palmeiras (1951) e o Fluminense (1952). A edição de 1951 foi reconhecida, em 2014, pelo Comitê Executivo da FIFA, como a primeira competição mundial interclubes.
A Copa Intercontinental, por sua vez, existiu de 1960 até 2004, sendo que partir de 1980 foi realizada não mais em duas voltas, mas em jogo único no Japão (quando a JFA assumiu a organização, tendo o apoio da CONMEBOL e da UEFA). Quatro clubes brasileiros lhe conquistaram: Santos (1962 e 1963), Flamengo (1981), Grêmio (1983) e São Paulo (1992 e 1993). Tal competição foi reconhecida pela FIFA, em 27 de outubro de 2017, como mundial. Entretanto, a FIFA separava a lista dos campeões de cada disputa mundial. Atualmente, a entidade prioriza a lista com os campeões mundiais desde 1960, em lista unificada por site oficial da competição anual da FIFA (em que pese não tenha revogado o entendimento de 2014, sobre a Copa Rio de 1951).

## Clubes brasileiros contra europeus
Desempenho dos maiores clubes brasileiros contra os grandes europeus.

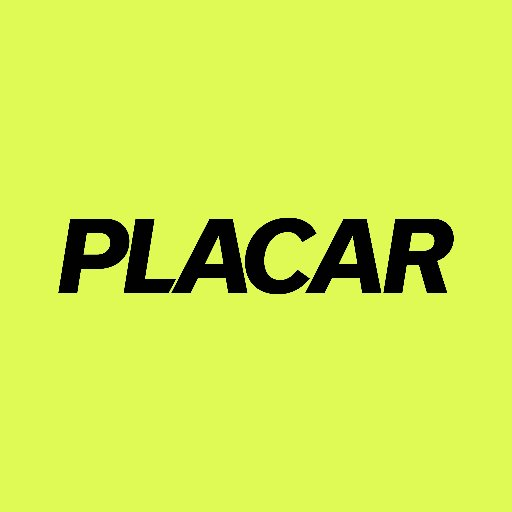
Logotipo atual da revista Placar.

A Revista Placar pesquisou jogos de 12 grandes clubes brasileiros contra os principais campeões europeus, com o objetivo de descobrir qual clube nacional obteve o melhor desempenho histórico frente às equipes do velho continente. Foram levados em conta os times da Europa com ao menos duas conquistas na UEFA Champions League, com exceção do Nottingham Forest, que já foi um clube de expressão, mas hoje disputa divisões inferiores do futebol inglês. Assim, entraram na lista Ajax-HOL, Barcelona-ESP, Bayern de Munique-ALE, Benfica-POR, Internazionale-ITA, Juventus-ITA, Liverpool-ING, Manchester United-ING, Milan-ITA, Porto-POR e Real Madrid-ESP. Ficaram de fora clubes como Arsenal-ING, Chelsea-ING, PSG-ING e Borussia Dortmund-ALE. O levantamento foi pautado em partidas oficiais, ou seja, torneios mundiais, partidas amistosas, torneios, como a Pequena Taça do Mundo, na Venezuela, Ramón de Carranza, entre outros. A equipe com melhor desempenho nesses jogos é o Corinthians. Apesar de ter disputado apenas 13 jogos — sendo a quinta equipe com menos partidas — o time paulista apresenta 79,5% de aproveitamento contra clubes europeus, mantendo-se invicto.
Na tabela abaixo atualizada em 27 de junho de 2015, "J" significa jogos; V, vitórias; E, empates; D, derrotas; GP, gols pró; e GC, gols contra.
| Posição | Clube         | Números                          | Aproveitamento                          |
| ------- | ------------- | -------------------------------- | --------------------------------------- |
| 1°      | Corinthians   | (14J, 9V, 4E, 1D, 28GP, 15GC)    | 70,5% de aproveitamento (8 adversários) |
| 2°      | São Paulo     | (26J, 16V, 5E, 5D, 43GP, 24GC)   | 67,9% de aproveitamento (8 adversários) |
| 3°      | Grêmio        | (11J, 5V, 5E, 1D, 15GP, 12GC)    | 60,6% de aproveitamento (5 adversários) |
| 4°      | Flamengo      | (30J, 16V, 6E, 8D, 35GP, 33GC)   | 60% de aproveitamento (10 adversários)  |
| 5°      | Palmeiras     | (19J, 8V, 6E, 5D, 28GP, 26GC)    | 52,6% de aproveitamento (8 adversários) |
| 6°      | Santos        | (41J, 20V, 4E, 17D, 91GP, 85GC)  | 52% de aproveitamento (8 adversários)   |
| 7°      | Botafogo      | (20J, 7V, 8E, 5D, 35GP, 33GC)    | 48,3% de aproveitamento (7 adversários) |
| 8°      | Vasco         | (52J, 20V, 12E, 20D, 90GP, 80GC) | 46,2% de aproveitamento (8 adversários) |
| 9°      | Internacional | (12J, 4V, 4E, 4D, 14GP, 18GC)    | 44,4% de aproveitamento (6 adversários) |
| 10°     | Fluminense    | (14J, 4V, 5E, 5D, 14GP, 16GC)    | 40,5% de aproveitamento (9 adversários) |
| 11°     | Cruzeiro      | (11J, 2V, 3E, 6D, 13GP, 19GC)    | 27,3% de aproveitamento (5 adversários) |
| 12°     | Atlético MG   | (10J, 1V, 4E, 5D, 12GP, 18GC)    | 23,3% de aproveitamento (5 adversários) |

Levantamento menos seletivo da revista Placar em 2017, apontou o Grêmio como o clube brasileiro com o melhor aproveitamento contra times europeus, com 66,7% de aproveitamento, seguido por Fluminense e Corinthians, com 65,7% e 64,7% respectivamente, o Vasco da Gama como o clube que mais jogou, tendo atuado em 237 partidas e o Flamengo como o clube com maior variação de adversários e países, 134 adversários de 32 países no total.

## Mídia
A popularização do futebol no Brasil deve-se, em parte, à mídia, em especial ao rádio nas primeiras décadas do século XX. A Rádio Nacional do Rio de Janeiro, capital da República até 1961, transmitia partidas para grande parte do território nacional. Além disso, outras rádios locais cobriam o esporte em sua própria região antes da chegada e difusão da televisão. Os jornais também contribuíam para a divulgação de informações a respeito dos ocorridos do esporte.
Atualmente, a televisão é o principal órgão difusor do futebol no país. Os direitos de transmissão dos principais campeonatos encontram-se sobre o monopólio do Grupo Globo, que as divide para seus canais, TV Globo, SporTV e Premiere Futebol Clube, além de outros canais de TV aberta, como a Band e, anteriormente, a RecordTV. A Série B conta também com a transmissão da RedeTV!, além de SporTV e Premiere Futebol Clube e afiliadas da Globo. A Série C passou a ser transmitida pela TV Brasil e alguns jogos pelo SporTV. A Série D é transmitida pelo canal de TV por assinatura Esporte Interativo.
Outros veículos de comunicação futebolísticos importantes são a Revista Placar e os jornais esportivos Lance!, Gazeta Esportiva e Jornal dos Sports. Um tipo comum de programa na televisão fica por conta dos programas de mesa-redonda (debate esportivo) nas noites de sábado, domingo e segunda-feira, além de outros especializados em formatos variados diariamente. Uma espécie curiosa de exploração do esporte deu-se pela MTV Brasil através do programa Rockgol, onde algumas das bandas musicais famosas montavam equipes e disputavam um torneio, além do Rockgol de Domingo, onde os humoristas Paulo Bonfá e Marco Bianchi satirizavam os programas de mesa-redonda.
Seleção Brasileira de Futebol Feminino representa o Brasil nas competições de futebol feminino. E atualmente esta na segunda colocação do Ranking da FIFA.